# Les Soprano
 (janvier 2025).
- Si vous ne connaissez pas le sujet, laissez ce bandeau (vous pouvez alors contacter les auteurs).
- Si vous supprimez le contenu mis en cause (vous pouvez préalablement contacter les auteurs),

argumentez précisément cette suppression dans la page de discussion
(un manque de référence n'est pas un argument ; une recherche réelle de référence doit avoir été effectuée, être formellement documentée).
Pour les articles homonymes, voir Soprano (homonymie).
Les Soprano (The Sopranos) est une série télévisée dramatique américaine en 86 épisodes de 45 à 75 minutes, créée par David Chase et diffusée entre le 10 janvier 1999 et le 10 juin 2007 sur HBO.
En France, la série est diffusée depuis le 5 septembre 1999 sur Jimmy, le 8 octobre 2000 sur France 2 et le 11 mars 2006 sur France 4. Au Québec, la série a été diffusée à partir du 21 janvier 2000 à Super Écran, puis rediffusée sur le câble à partir du 3 septembre 2000 à Séries Plus, puis à la télé conventionnelle à partir du 8 septembre 2006 sur le réseau TQS. En Suisse, la série est diffusée sur TSR1, et en Belgique sur Plug RTL, Club RTL et Be Séries.
Située et produite au New Jersey, la série, écrite principalement par David Chase, met en scène les difficultés que rencontre le mafieux Tony Soprano à concilier les intérêts de sa famille et ceux de l'organisation criminelle qu'il dirige. La série est réputée pour le style d'écriture très symbolique et aux multiples facettes de Chase. Durant les six saisons de la série, Chase et ses coscénaristes ont intégré de nombreux thèmes psychologiques, philosophiques, sociaux et politiques,,,.
Grand succès commercial et critique,,
Les Soprano est la série câblée ayant connu le plus grand succès financier de l'histoire de la télévision et a fréquemment été décrite par les critiques comme étant la plus grande série télévisée de tous les temps,,,. La série a été créditée comme ayant apporté un haut niveau artistique au média télévisuel et ouvert la route à de nombreuses séries dramatiques à succès qui ont suivi,,. Elle a obtenu de nombreuses récompenses, dont vingt et un Emmy Awards et cinq Golden Globes,.
Considérée comme un classique de la culture américaine des années 2000,, la série a été le sujet de nombreuses parodies et analyses, et a donné naissance à des livres, à un jeu vidéo, des albums tirés de la bande originale, et à un grand nombre de produits dérivés. Un long métrage préquelle, The Many Saints of Newark, sort en 2021.

## Synopsis
Tony Soprano, gangster italo-américain habitant dans le New Jersey, souffre de crises de panique et doit voir en secret une psychiatre, le docteur Jennifer Melfi. Tony rencontre des problèmes avec sa famille : il est en conflit avec sa femme Carmela, ses deux enfants, Meadow et Anthony Junior, sa mère Livia et son oncle « Junior ». Il doit faire face à des problèmes de succession au sein de la mafia italo-américaine, des vendettas personnelles, et est soumis à la peur constante des indics.

## Distribution

### Acteurs principaux
Membres de la famille Soprano
- James Gandolfini (VF : Érik Colin) : Tony Soprano
- Edie Falco (VF : Dominique Dumont) : Carmela Soprano
- Jamie-Lynn Sigler (VF : Fily Keita) : Meadow Soprano
- Robert Iler (VF : Natacha Gerritsen (saisons 1 et 2) puis Paolo Domingo (saisons 3 à 6)) : Anthony Soprano, Jr.
- Dominic Chianese (VF : Georges Lycan (saisons 1 à 4) puis Marc Cassot (saisons 5 et 6)) : Corrado « Junior » Soprano
- Nancy Marchand (VF : Francette Vernillat) : Livia Soprano (saisons 1 et 2 ; images d'archives saison 3)
- Aida Turturro (VF : Catherine Privat) : Janice Soprano (saisons 2 à 6)
- Steve Buscemi (VF : Daniel Lafourcade) : Tony Blundetto (saison 5, invité saison 6)

Membres de la pègre du New Jersey
- Michael Imperioli (VF : Lionel Melet) : Christopher Moltisanti
- Tony Sirico (VF : Hervé Jolly) : Paulie Gualtieri
- Steven Van Zandt (VF : François Leccia (saisons 1 à 3) puis Georges Caudron (saisons 4 à 6)) : Silvio Dante
- Steve Schirripa (VF : Gérard Surugue) : Bobby « Baccala » Baccalieri (saisons 3 à 6, récurrent saison 2)
- Vincent Pastore (VF : Alain Flick) : Salvatore « Big Pussy » Bonpensiero (saisons 1 et 2, invité saisons 3, 5 et 6)
- Joe Pantoliano (VF : Christian Vadim) : Ralph Cifaretto (saisons 3 et 4, invité saison 5)
- David Proval (VF : Philippe Catoire) : Richie Aprile (saison 2, invité saison 5)
- Federico Castelluccio (en) (VF : Olivier Jankovic) : Furio Giunta (saisons 3 à 4, récurrent saison 2)
- Joseph R. Gannascoli (en) (VF : Philippe Dumond) : Vito Spatafore (saison 6, récurrent saisons 2 à 5)
- Dan Grimaldi (VF : Patrice Keller) : Patsy Parisi (saison 6, récurrent saisons 3 à 5)[24]

Pègre de New York
- Vincent Curatola (en) (VF : Jean-Claude de Goros) : Johnny « Sack » Sacrimoni
- Frank Vincent (VF : Bernard Allouf) : Phil Leotardo (saisons 5 et 6)
- Ray Abruzzo (en) (VF : Mathieu Buscatto) : Carmine Lupertazzi, Jr. (saison 6, invité saison 3, récurrent saisons 4 et 5)

Autres personnages
- Lorraine Bracco (VF : Maïk Darah) : Dr Jennifer Melfi
- Drea de Matteo (VF : Élisabeth Fargeot) : Adriana La Cerva (saisons 2 à 5, récurrente saison 1, invitée saison 6)
- John Ventimiglia (VF : Antoine Tomé) : Arthur « Artie » Bucco (saisons 3 à 6, récurrent saisons 1 et 2)
- Kathrine Narducci (VF : Annick Cisaruk) : Charmaine Bucco (saisons 3 à 6, récurrente saison 1 et invitée saison 2)
- Sharon Angela (en) (VF : Marion Game) : Rosalie Aprile (saison 6, récurrente, saisons 1 à 5)
- Matt Servitto (VF : Éric Missoffe (saisons 1 et 2) puis Vincent Ribeiro (saisons 3 à 6)) : l'agent Dwight Harris (saison 6, récurrent saisons 1 à 5)
- Toni Kalem (VF : Marie-Martine) : Angie Bonpensiero (saison 6, récurrent saisons 2 à 5)

Photos des acteurs principaux
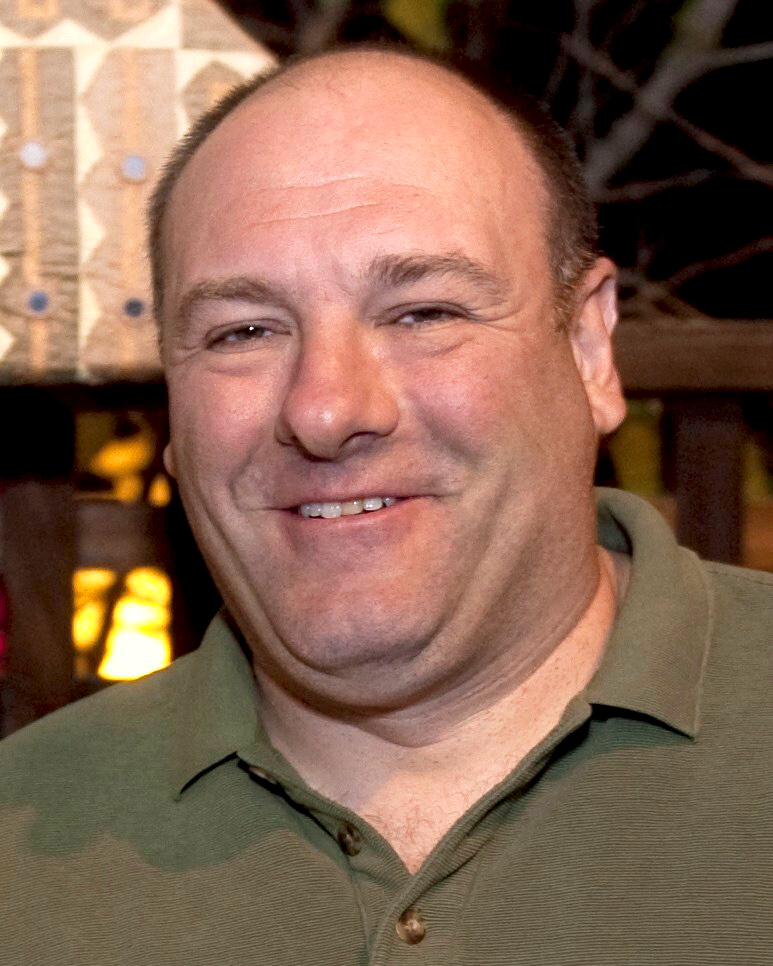
James Gandolfini interprète Tony Soprano.
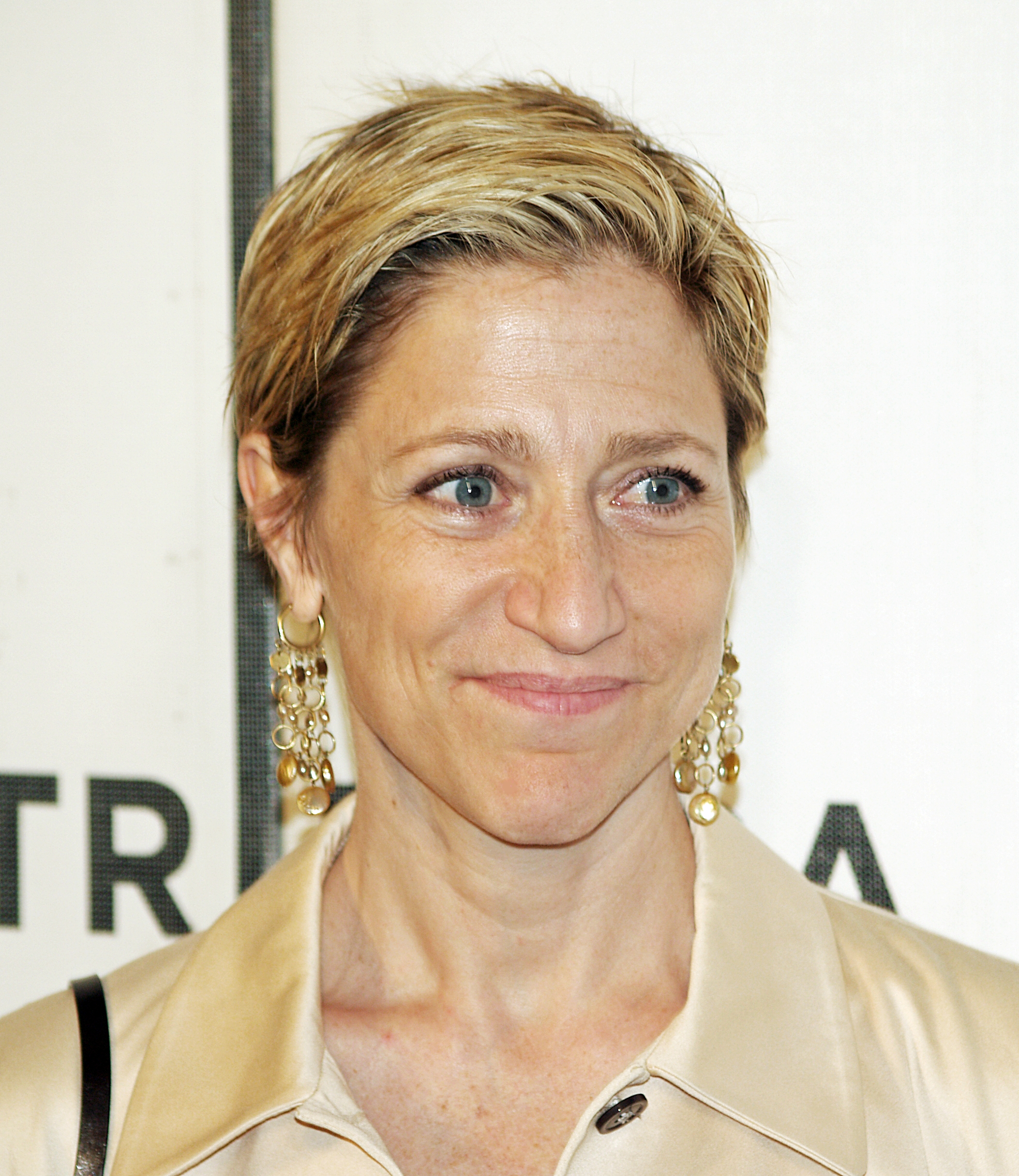
Edie Falco interprète Carmela Soprano.
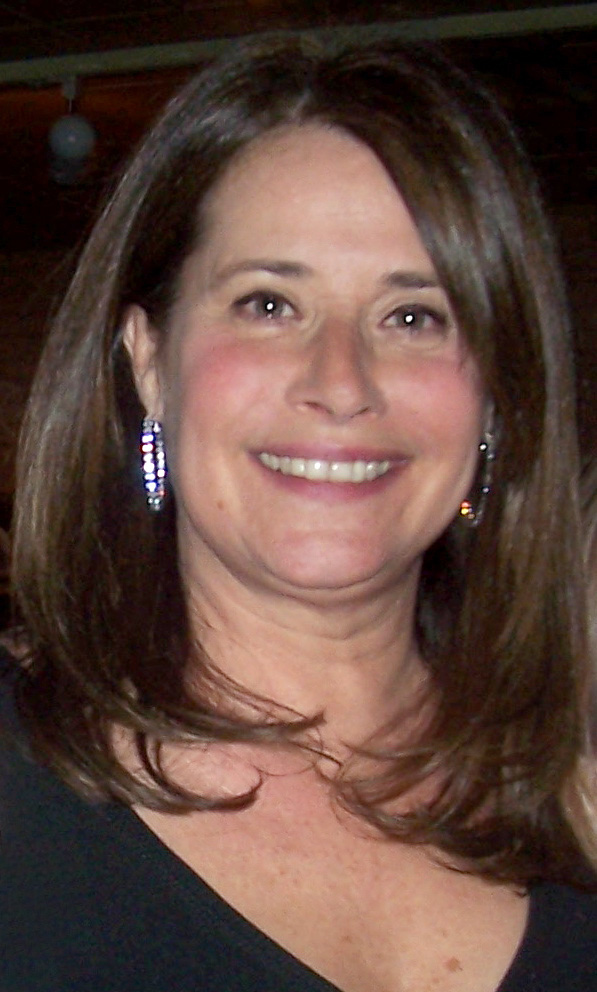
Lorraine Bracco interprète le Dr Jennifer Melfi.
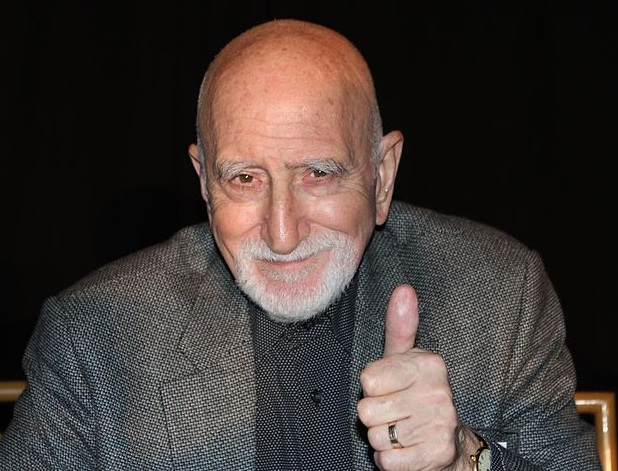
Dominic Chianese interprète Corrado « Junior » Soprano.
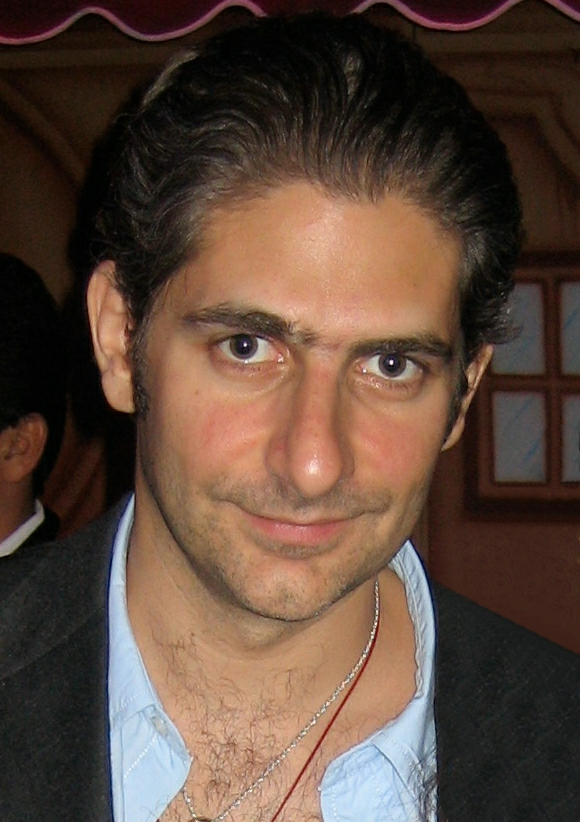
Michael Imperioli interprète Christopher Moltisanti.
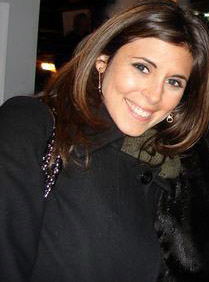
Jamie-Lynn Sigler interprète Meadow Soprano.
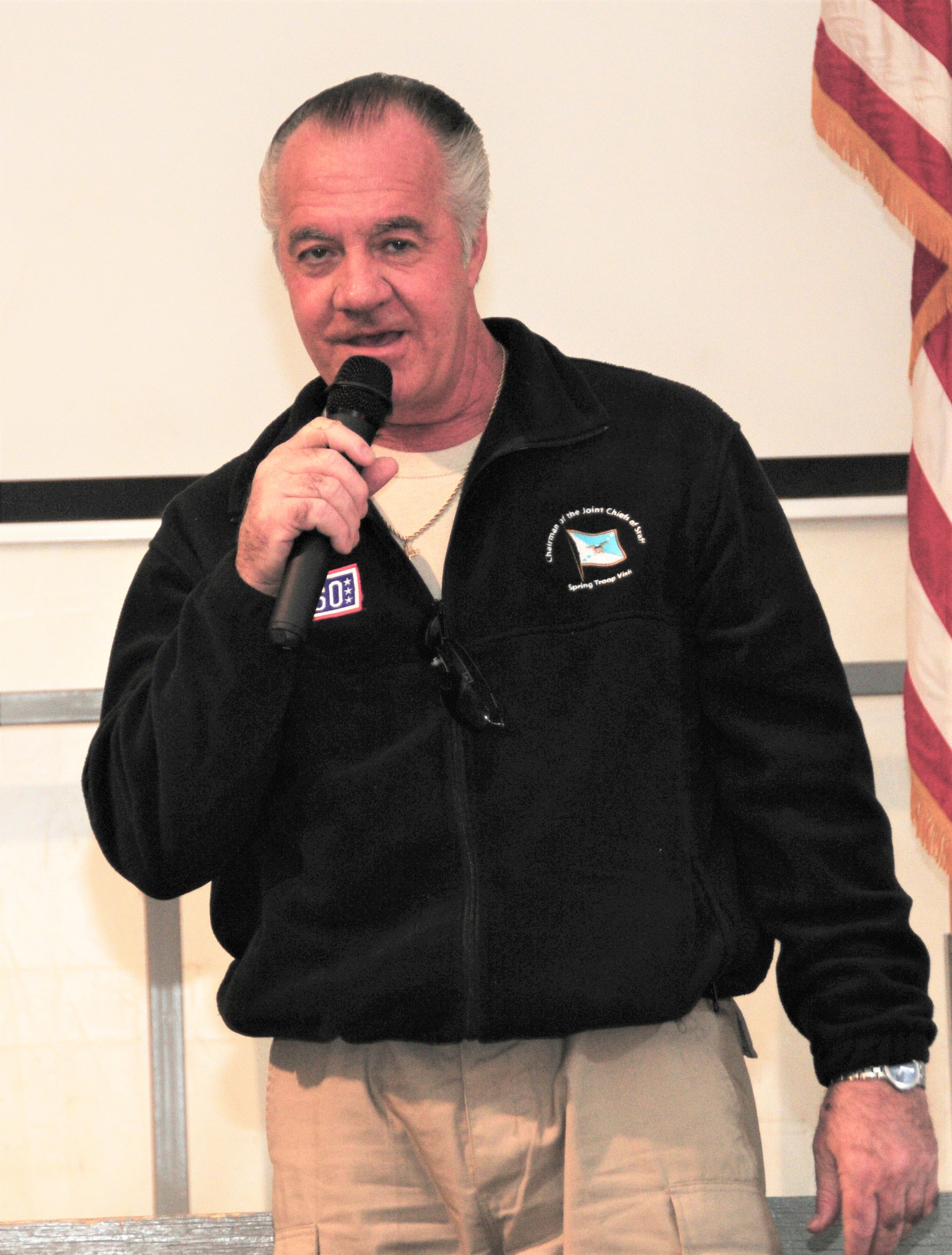
Tony Sirico interprète Paulie Gualtieri.
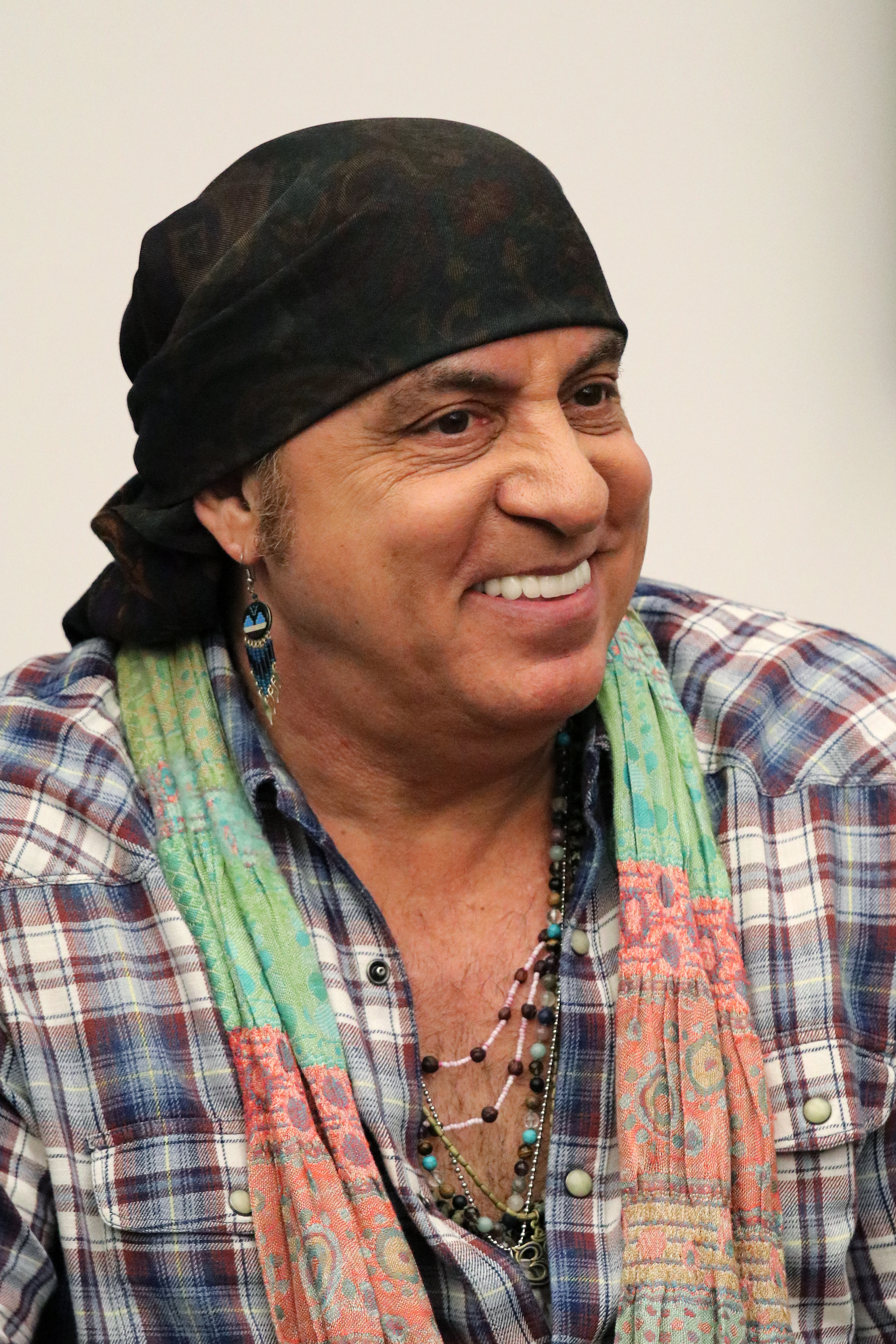
Steven Van Zandt interprète Silvio Dante.
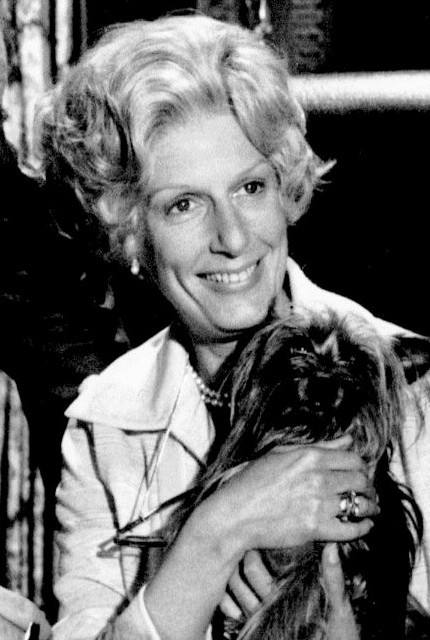
Nancy Marchand interprète Livia Soprano.
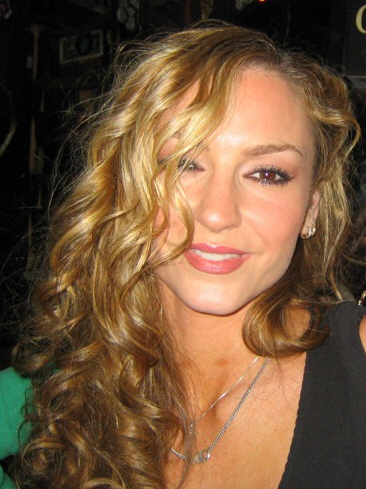
Drea De Matteo interprète Adriana La Cerva.
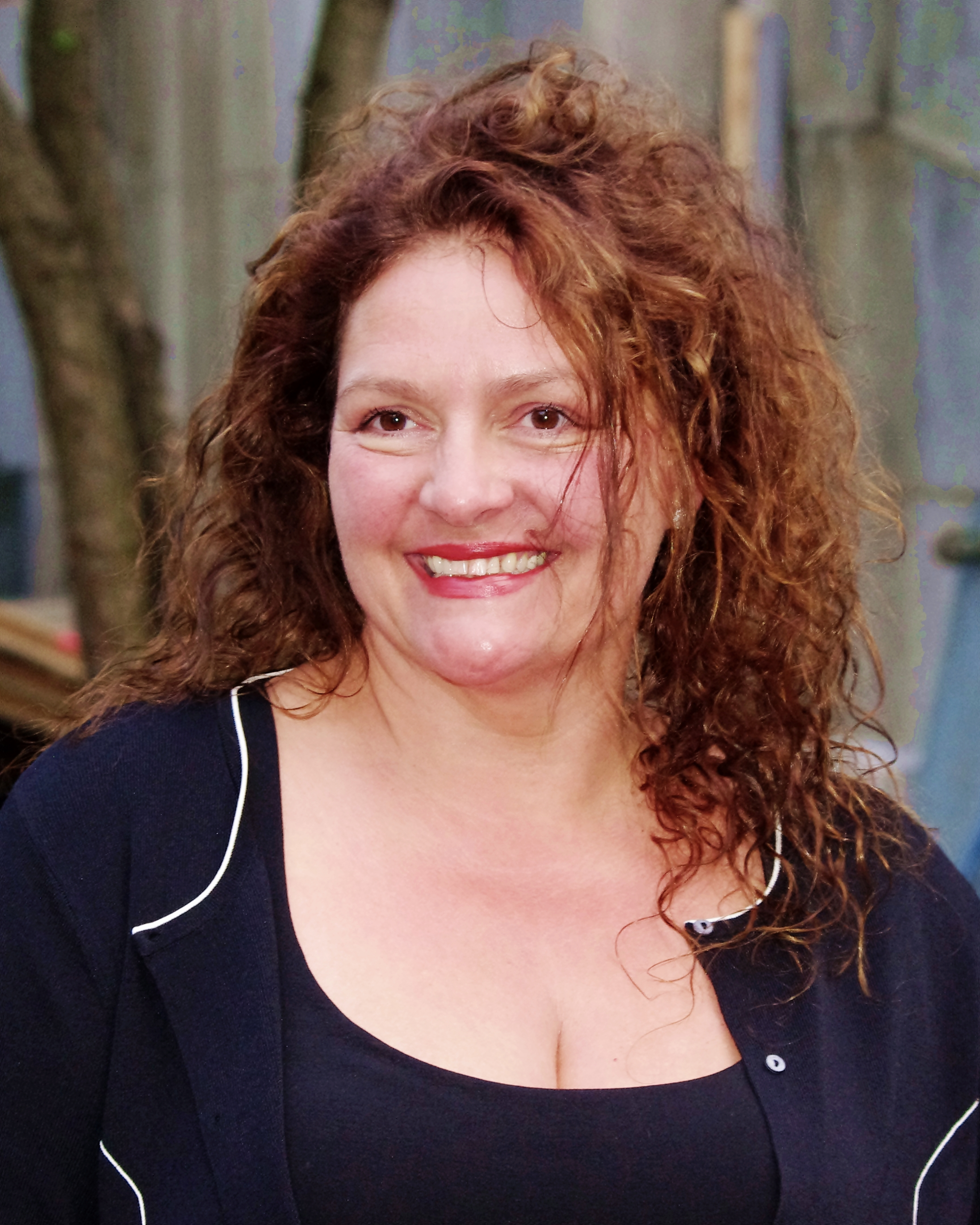
Aida Turturro interprète Janice Soprano-Baccalieri.
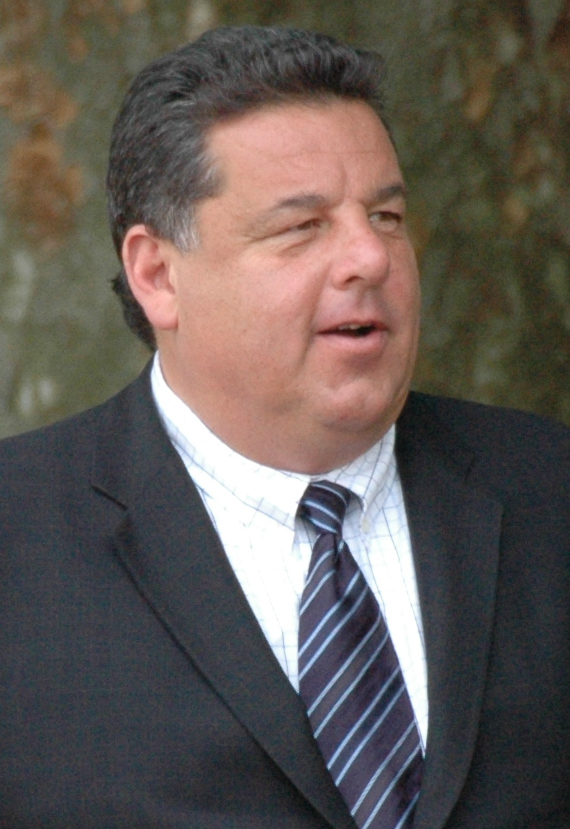
Steve Schirripa interprète Bobby Baccalieri.
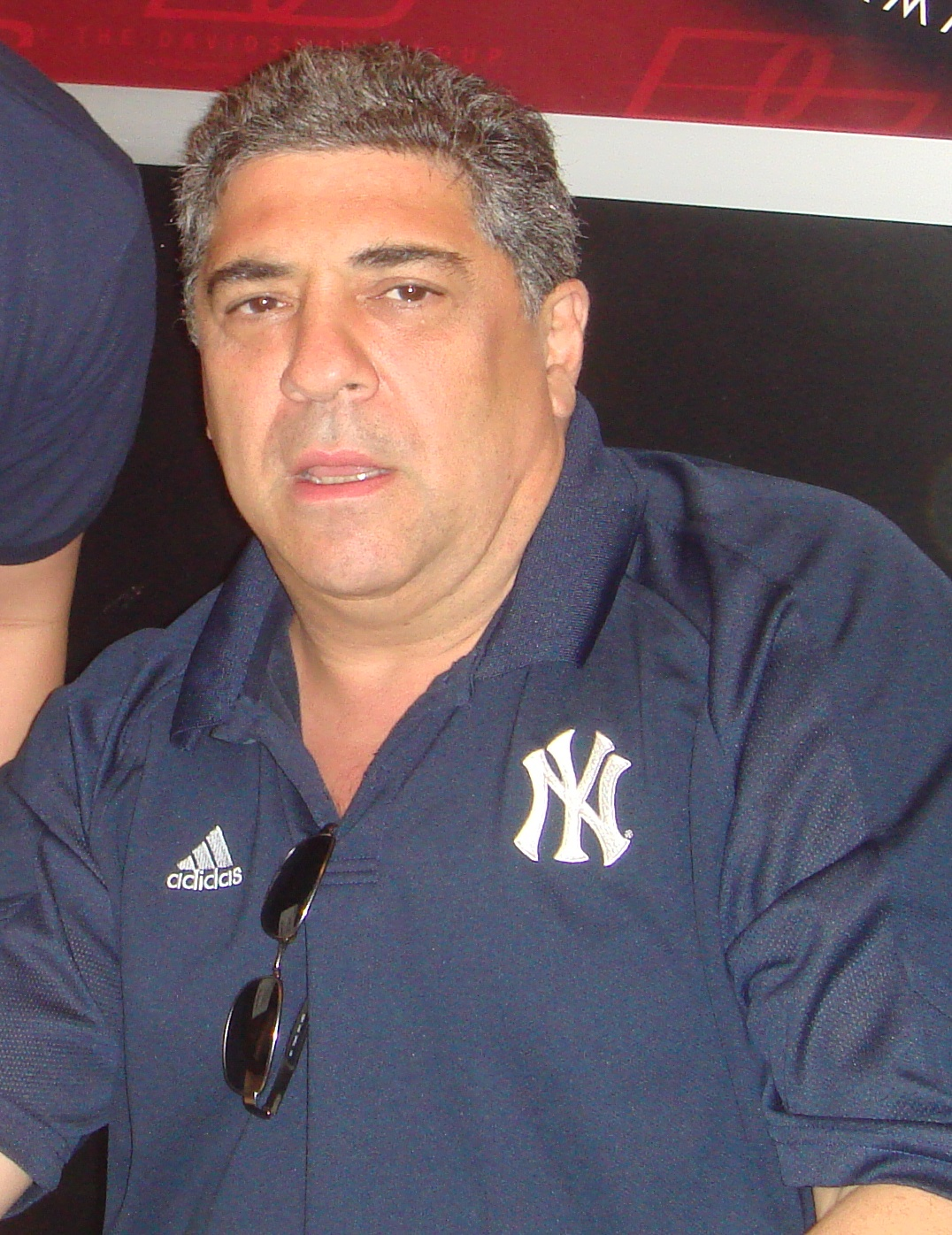
Vincent Pastore interprète Salvatore « Big Pussy » Bonpensiero.
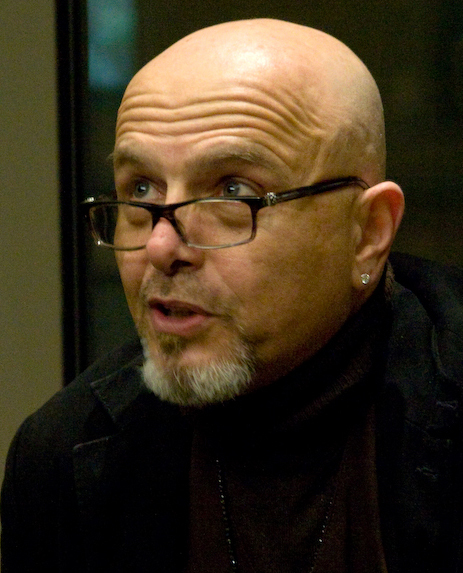
Joe Pantoliano interprète Ralph Cifaretto.
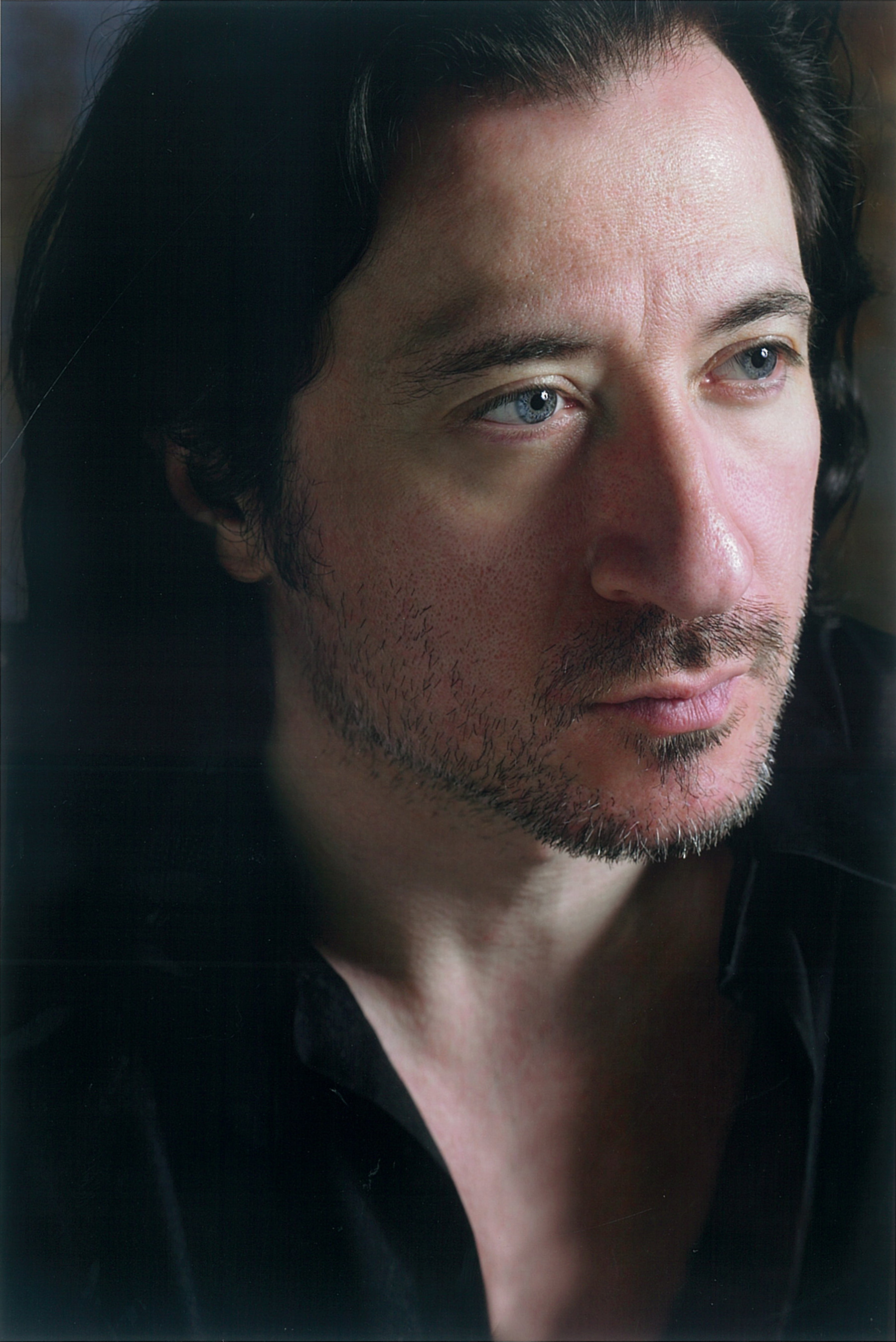
Federico Castelluccio (en) interprète Furio Giunta.
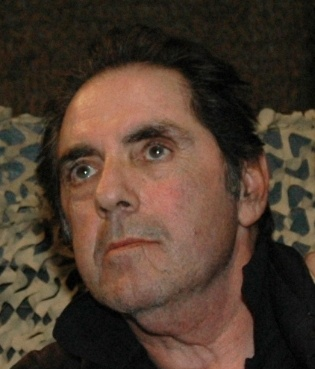
David Proval interprète Richie Aprile.
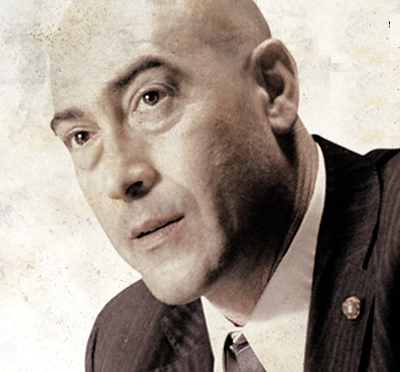
John Ventimiglia interprète Artie Bucco.
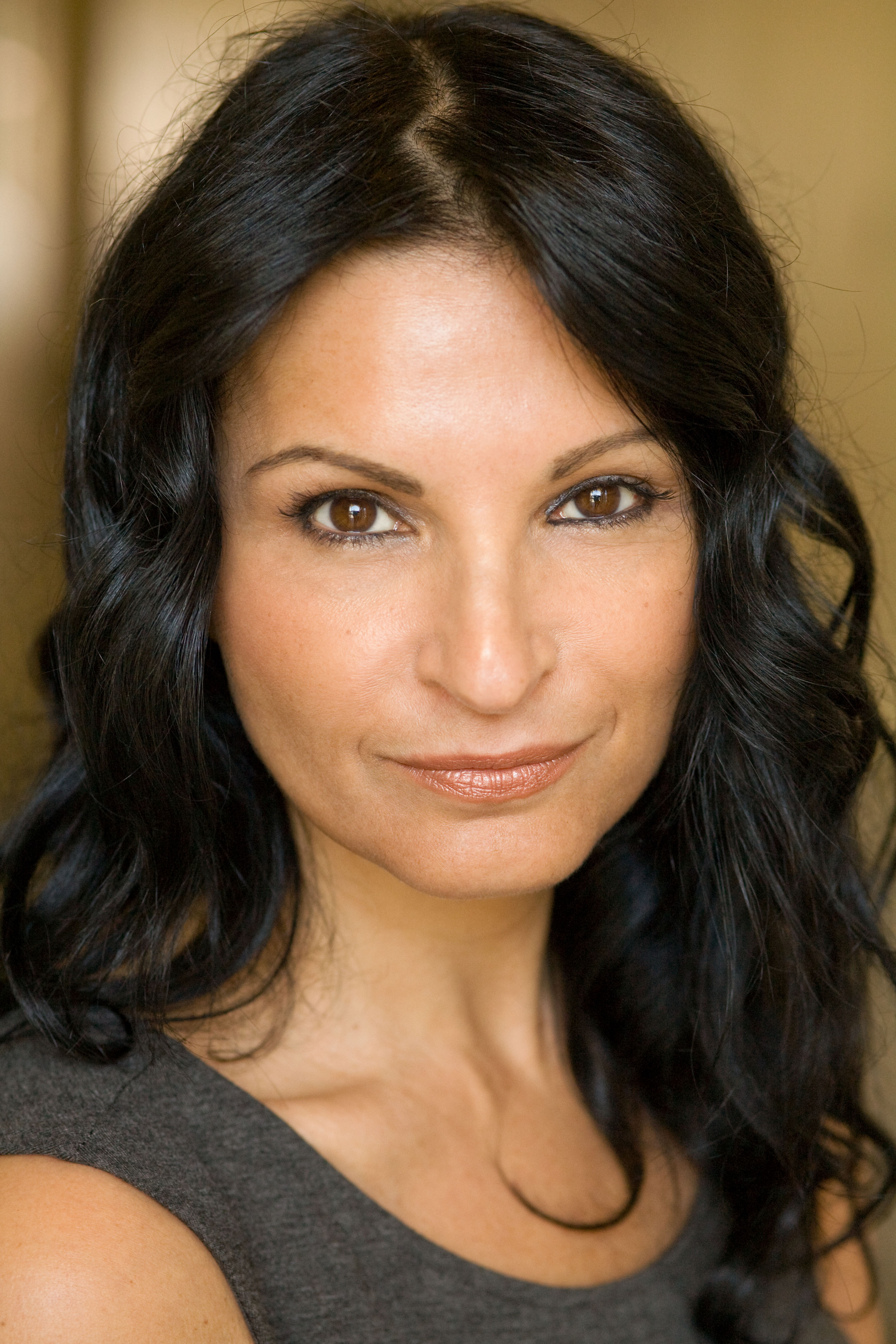
Kathrine Narducci interprète Charmaine Bucco.
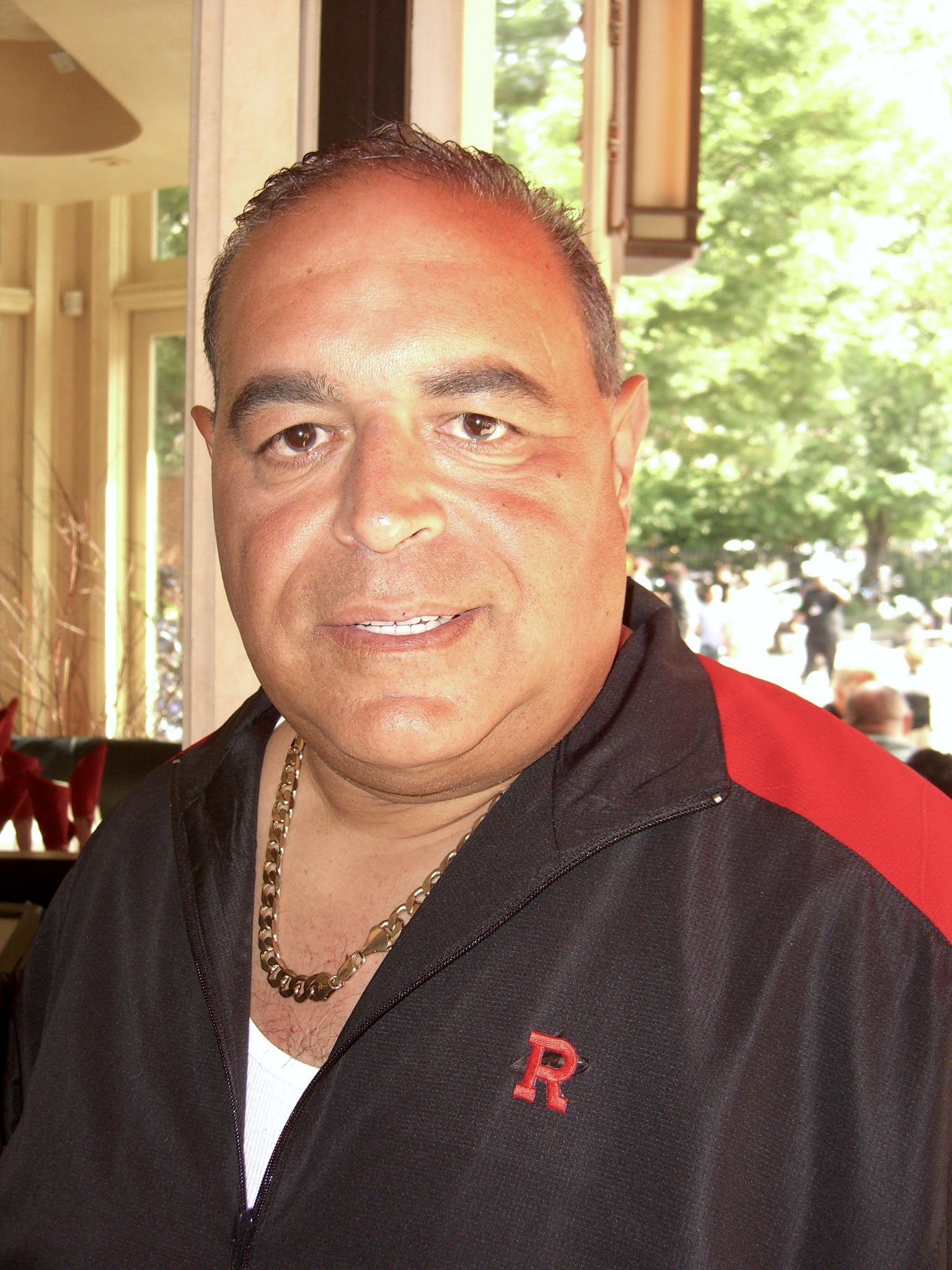
Joseph R. Gannascoli (en) interprète Vito Spatafore.
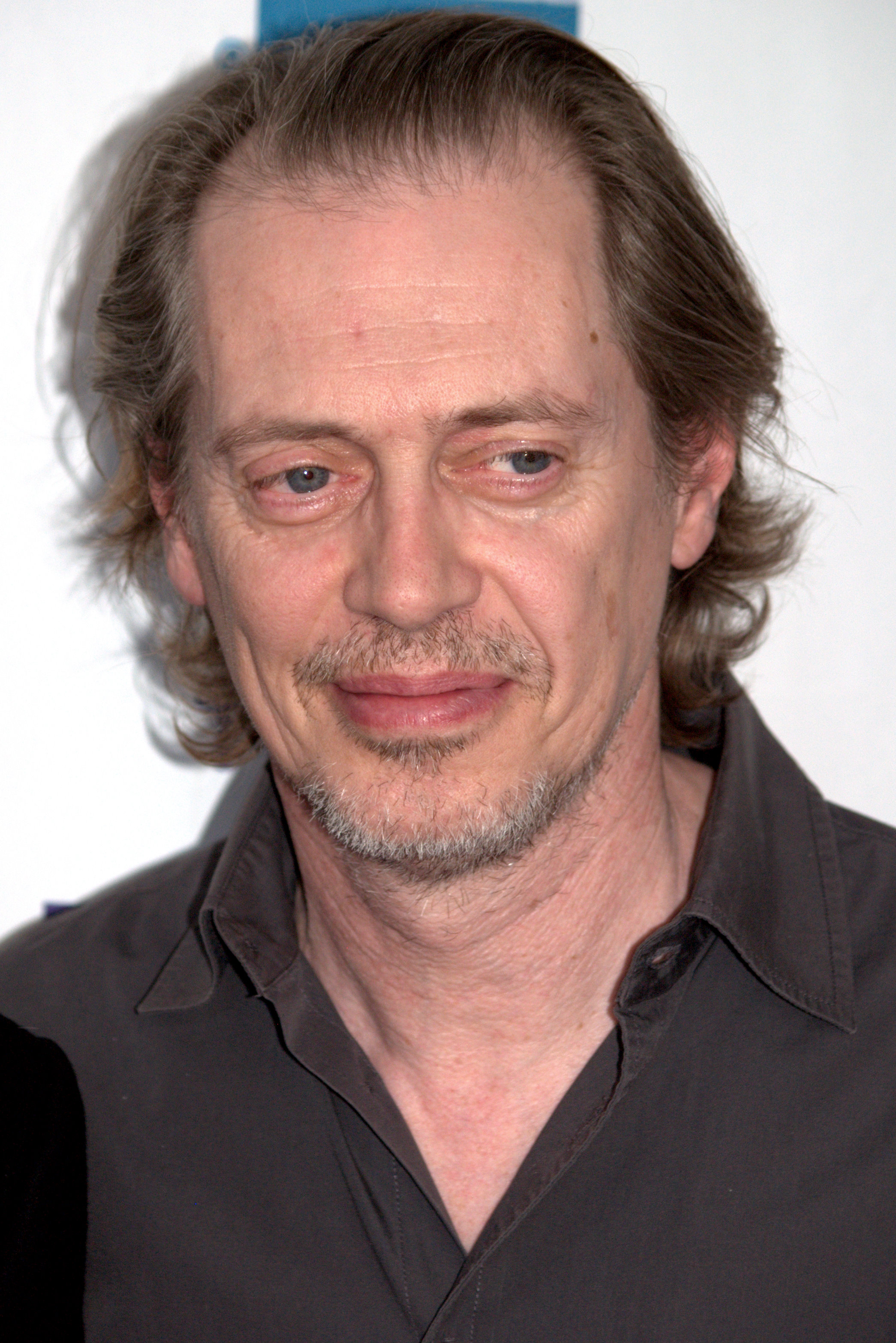
Steve Buscemi interprète Tony Blundetto.
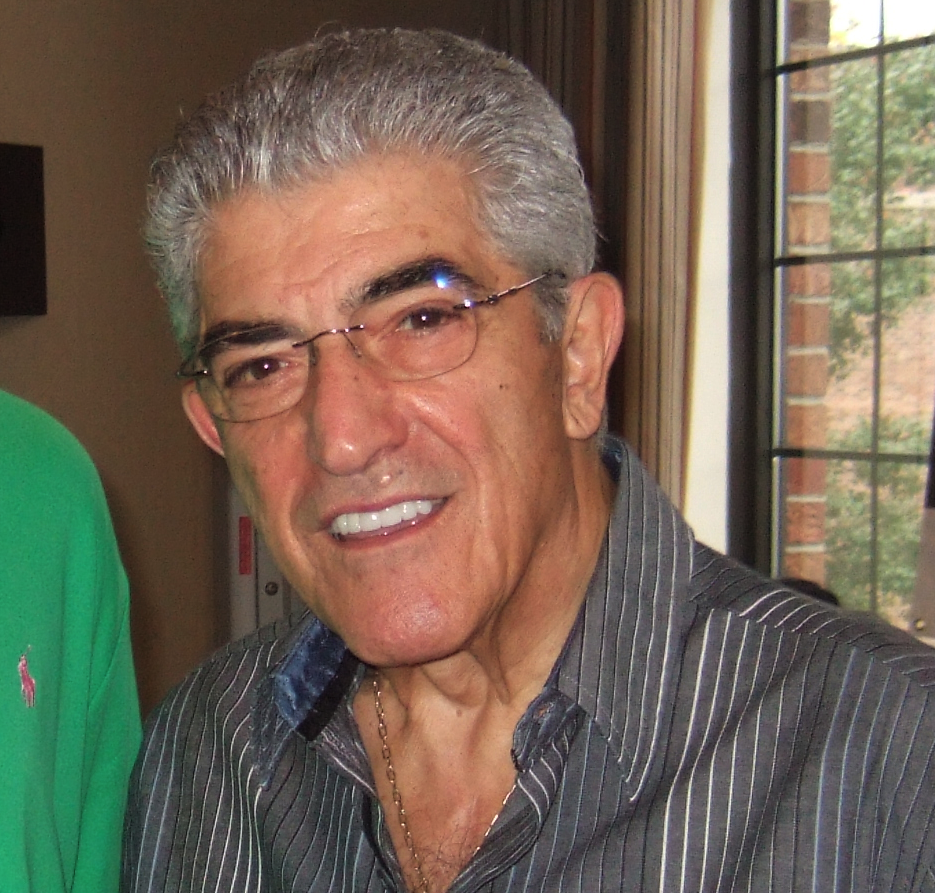
Frank Vincent incarne Phil Leotardo.
Matt Servitto incarne l'agent Dwight Harris.

### Acteurs récurrents
Note : la liste indique les acteurs récurrents ainsi que le nombre de saisons dans lequel il apparaît.
Introduit dans la saison 1
- Al Sapienza (VF : Mathieu Buscatto) : Mickey Palmice (invité saison 5)
- Joe Baldalucco, Jr. : Jimmy Altieri
- Jerry Adler (VF : Michel Ruhl) : Herman « Hesh » Rabkin (saisons 1 à 6)
- Tony Darrow (VF : Jean-Christophe Clément) : Larry Barese (saison 1, 4 et 6, 1 épisode saison 5)
- Oksana Lada (en) (VF : Valérie de Vulpian (saisons 1 et 2) puis Agnès Cirasse (saisons 3 et 4)) : Irina Peltsin (saisons 1 à 4)
- George Loros (VF : Michel Prud'homme) : Raymond Curto
- Anthony DeSando (en) (VF : Vincent Barazzoni) : Brendan Filone
- John Heard (VF : Jean-Claude Robbe) : Vin Makazian (saison 1, invité saison 5)
- Paul Schulze (VF : Lionel Tua) : le père Phil Intintola (saisons 1 à 6)
- Michele DeCesare : Hunter Scangarelo
- Michael Rispoli (VF : Bernard Bollet) : Jackie Aprile (saison 1, invité saison 3)
- Frank Santorelli : George Santorelli (saisons 1 à 6)
- Sal Ruffino : Chucky Signore
- Robert LuPone (en) : le docteur Bruce Cusamano (saisons 1 et 2, invité saisons 4 et 6)
- Saundra Santiago (VF : Sylvie Ferrari) : Jeannie Cusamano (saison 1, invité saisons 2 et 3)
- Frank Pellegrino (en) (VF : Paul Bisciglia) : l'agent du FBI Frank Cubitosi (saisons 1 à 6)

Introduit dans la saison 2
- Louis Lombardi (VF : Marc François) : l'agent du FBI Skip Lipari (saison 2, invité saison 3)
- Lilo Brancato, Jr. (VF : Guillaume Orsat) : Matthew Bevilaqua
- Chris Tardio : Sean Gismonte
- Peter Bogdanovich (VF : Jacques Brunet) : le docteur Elliot Kupfenberg
- Tom Aldredge (VF : Yves-Marie Gilbert) : Hugo « Hugh » De Angelis (saisons 2 à 6)
- Suzanne Shepherd (en) (VF : Lily Baron) : Mary Pellegrino De Angelis (saisons 2 à 6)
- Robert Patrick (VF : Jean-Pierre Leroux) : David Scatino
- Sofia Milos (VF : Pascale Vital) : Annalisa Zucca

Introduit dans la saison 3
- Patrick Tully : Noah Tannenbaum (saison 3)
- Tony Lip (VF : Claude D'Yd) : Carmine Lupertazzi (saisons 3 à 5)
- Max Casella (VF : Sébastien Desjours) : Benny Fazio (saisons 3 à 6)
- Denise Borino (en) (VF : Denise Metmer) : Ginny Sacramoni (saisons 3 à 6)
- Robert Funaro (en) (VF : Emmanuel Karsen) : Eugene Pontecorvo (saisons 3 à 6)
- Andrew Davoli (VF : Denis Laustriat) : Dino Zerilli (saison 3)
- Annabella Sciorra (VF : Blanche Ravalec (saison 3) puis Ariane Deviègue (saisons 4 et 5)) : Gloria Trillo
- Lola Glaudini (VF : Murielle Naigeon) : l'agent Deborah Ciccerone (saisons 3 à 5)

Introduit dans la saison 4
- Karen Young (VF : Marie-Martine Bisson) : Agent Robyn Sanseverino (saisons 4 à 6)
- Arthur J. Nascarella (en) (VF : Jean-Christophe Lebert) : Carlo Gervasi (saisons 4 à 6)
- Marianne Leone Cooper (en) (VF : Claudine Maufrais) : Joanne Moltisanti (saisons 4 à 6)
- Matthew Del Negro (VF : Charles Borg) : Brian Cammarata (invité saison 6)
- Leslie Bega (en) (VF : Laurence Charpentier) : Valentina La Paz
- Will Janowitz (en) (VF : Philippe Valmont) : Finn DeTrolio (saisons 4 à 6)

Introduit dans la saison 5
- Robert Loggia (VF : Henri Poirier) : Michele « Feech » La Manna
- Joe Santos (VF : Sylvain Lemarié) : Angelo Garepe
- Louis Mustillo (en) (VF : Patrice Dozier) : Salvatore « Sal » Vitro
- Danielle Di Vecchio (VF : Céline Duhamel) : Barbara Giglione
- Patti D'Arbanville (VF : Michèle Bardollet) : Lorraine Calluzzo
- Chris Caldovino (VF : Michel Lasorne) : Billy Leotardo
- David Strathairn (VF : Jean-Luc Kayser) : Robert Wegler
- Tim Daly (VF : Yannick Debain) : J.T. Dolan (saisons 5 et 6)

Introduit dans la saison 6
- John Bianco (VF : Michel Laroussi) : Gerry Torciano
- Lou Martini Jr. (VF : Luc Boulad) : Anthony Infante
- Ron Leibman (VF : Bruno Devoldère) : Dr Lior Plepler
- Cristin Milioti (VF : Agnès Cirasse) : Catherine Sacrimoni
- Frank Borrelli (VF : Yoann Sover) : Vito Spatafore Jr.
- John Costelloe (en) (VF : Yves Beneyton) : Jim Wilowski
- Cara Buono (VF : Barbara Beretta) : Kelli Lombardo-Moltisanti
- Julianna Margulies (VF : Hélène Chanson) : Julianna Skiff
- Dania Ramirez (VF : Laëtitia Lefebvre) : Blanca Selgado
- Frank John Hughes (VF : Constantin Pappas) : William Belfiore
- Michael Drayer (VF : Geoffrey Vigier) : Jason Parisi

## Production

### Développement

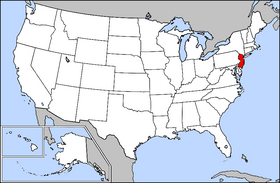
Le New Jersey, l’État américain où se situe l'action des Soprano.

Avant de créer Les Soprano, David Chase a été scénariste pour la télévision pendant plus de 20 ans et était bien connu dans le milieu télévisuel pour son style d'écriture sombre et excité,. Il fut employé en tant que scénariste/producteur sur plusieurs séries (telles que Dossiers brûlants, 200 dollars plus les frais, Les Ailes du destin et Bienvenue en Alaska), et a créé une série originale, Almost Grown, en 1988,.
Avant son succès avec Les Soprano, Chase a gagné deux Emmy Awards : un en 1978 pour son travail sur 200 dollars plus les frais (partagé avec d'autres producteurs) et un autre en 1980 pour le scénario du téléfilm Off the Minnesota Strip,.
L'histoire des Soprano était à l'origine destinée à être un long métrage à propos d'« un mafieux qui suit une thérapie et qui a des problèmes avec sa mère ». Sur les conseils de son manager, Lloyd Braun, Chase décida de l'adapter en série télévisée. En 1995, Chase signa un contrat de développement avec la société de production Billstein-Grey et écrivit le script original du pilote,,. S'inspirant de sa vie personnelle et des expériences de son enfance dans le New Jersey, Chase a déclaré qu'il a essayé d'« appliquer [ses propres] dynamiques de famille aux mafieux. » La relation tumultueuse entre les protagonistes de la série, Tony Soprano et sa mère, Livia, est ainsi partiellement inspirée de la relation qu'entretient Chase avec sa propre mère. Chase était aussi en psychothérapie à cette époque et construisit le personnage du Dr Jennifer Melfi d'après son propre psychiatre. Fasciné dès son plus jeune âge par les classiques du film de gangster tels que L'Ennemi public et la série policière Les Incorruptibles, ainsi que par les personnages semblables parmi lesquels il grandissait,, Chase décida d'utiliser la Mafia comme toile de fond parce qu'il sentait qu'une série sur un scénariste de télévision en thérapie ne serait pas particulièrement intéressante à regarder,. Il a également estimé que cet environnement lui permettrait d'explorer des thèmes tels que l'identité italo-américaine et la nature de la violence, parmi d'autres,. Chase lui-même est italo-américain, son nom de famille originel étant DeCesare.
Chase et le producteur Brad Grey, de Billstein-Grey, proposèrent leur projet pour Les Soprano à plusieurs chaines ; FOX se montra intéressée mais refusa finalement le scénario du pilote. Chase et Grey s'adressèrent ensuite au président de HBO, Chris Albrecht qui reconnut l'originalité et le potentiel du projet et décida de financer le tournage de l'épisode pilote,.

« Je me suis dit, cette série raconte l'histoire d'un gars qui va avoir 40 ans. Il a hérité son business de son père. Il essaye de le moderniser. Il a toutes les responsabilités qui en découlent. Il a une mère sur-dominatrice qui est toujours en train d'essayer de se sortir d'affaire. Bien qu'il aime sa femme, il a eu une liaison. Il a deux enfants adolescents et il se rend compte des difficultés que cela entraîne. Il est anxieux ; il est dépressif ; il commence à voir une psy parce qu'il cherche un sens à sa propre vie. J'ai pensé : la seule différence entre lui et tous ceux que je connais est qu'il est le Don du New Jersey. »

— Chris Albrecht
L'épisode pilote (Égarement) a été tourné en 1997. Chase, ayant précédemment réalisé des épisodes de 200 dollars plus les frais et d'Almost Grown le réalisa lui-même. Un an après la réalisation du pilote, HBO décida finalement de produire une première série de treize épisodes,. La série débuta sur HBO le 10 janvier 1999 ce qui fit des Soprano la seconde série télévisée dramatique d'une heure produite par HBO, la première étant le drame carcéral Oz.

### Équipe
Le créateur de la série David Chase a travaillé en tant que show runner, producteur exécutif et comme scénariste en chef durant les huit années de production,. Il a lui-même écrit le scénario de plusieurs épisodes chaque saison ; il aurait aussi supervisé tout le montage et réécrit plusieurs épisodes confiés à d'autres scénaristes,. De nombreux membres de l'équipe créatrice ont été choisis par Chase, soit par leurs liens amicaux ou collaboratifs avec lui, soit à l'issue d'une sélection après des entrevues avec les producteurs de la série,.

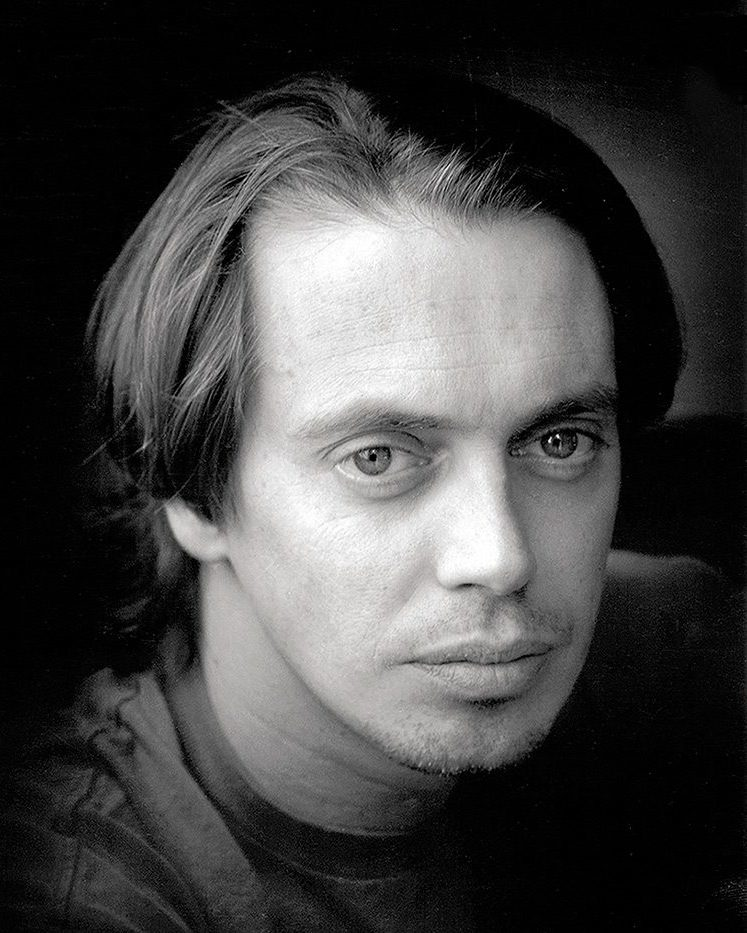
Steve Buscemi (Tony Blundetto), réalisateur de quelques épisodes de la série.

De nombreux scénaristes de la série avaient déjà écrit pour la télévision avant Les Soprano. Robin Green et Mitchell Burgess, qui ont ensemble écrit ou coécrit 19 épisodes de la série entre 1999 et 2006, ont précédemment travaillé avec Chase sur Bienvenue en Alaska. C'est lors des premières étapes du développement de la série que Chase leur a proposé d'intégrer l'équipe scénaristique. Le double lauréat des Emmy Awards Terence Winter, qui est devenu scénariste de la série durant sa deuxième saison, a étudié le droit pendant deux ans avant de décider de poursuivre une carrière de scénariste, et a finalement attiré l'attention de Chase. Matthew Weiner, scénariste durant les trois dernières saisons, est l'auteur d'un scénario « spéculatif » pour une série appelée Mad Men en 2000 (elle fut finalement produite par AMC en 2007). Le scénario passa entre les mains de David Chase qui, après l'avoir lu, fut tellement impressionné qu'il offrit immédiatement à Weiner un travail de scénariste sur Les Soprano. Deux des membres du casting ont aussi écrit des épisodes pour la série : Michael Imperioli, qui joue Christopher Moltisanti, est aussi scénariste et a écrit cinq épisodes de la série, centrés pour la plupart sur les Italo-Américains ; Toni Kalem, qui joue Angie Bonpensiero, a aussi écrit l'épisode de la saison cinq Famille, je vous aime.
Avant de travailler sur Les Soprano, la plupart des réalisateurs ont participé à une autre série télévisée ou à des films indépendants. Les réalisateurs principaux de la série furent Tim Van Patten (20 épisodes), John Patterson (13 épisodes), Allen Coulter (12 épisodes) et Alan Taylor (9 épisodes), ayant tous un passé à la télévision. Les acteurs récurrents Steve Buscemi et Peter Bogdanovich ont aussi réalisé quelques épisodes (quatre pour Buscemi et un pour Bogdanovich). David Chase a personnellement réalisé deux épisodes : Égarement, le pilote de la série, et Fabriqué en Amérique, l'épisode final.
Alik Sakharov fut le directeur de la photographie original, puis alterna avec Phil Abraham La photographie de la série et sa réalisation sont notés pour leur qualité de long métrage,. Cet aspect a été orienté par David Chase qui collabora étroitement avec Sakharov : « David voulait un look qu'il avait lui-même choisi. […] Dès le pilote, on s'asseyait avec le script et on coupait les scènes en prises de vue. C'est ce que vous faites avec les longs métrages. »

### Attribution des rôles

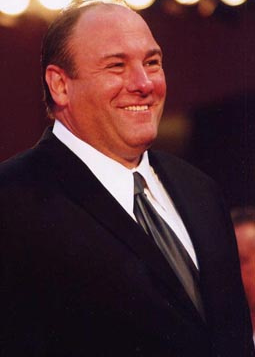
James Gandolfini (Tony Soprano).

À l'instar de leurs rôles dans la série, la plupart des acteurs des Soprano sont Italo-Américains. Ces acteurs étant souvent engagés dans les productions hollywoodiennes à propos de la Mafia, beaucoup d'entre eux sont déjà apparus ensemble dans des films ou des séries télévisées avant de rejoindre le casting des Soprano. Ainsi, la série possède au total 27 acteurs en commun avec le film de Martin Scorsese, Les Affranchis (1990), y compris les premiers rôles Lorraine Bracco, Michael Imperioli et Tony Sirico. Huit acteurs des Soprano apparaissent aussi dans la comédie Mickey les yeux bleus (1999).
La distribution principale a été élaborée à partir d'auditions et de lectures. Bien souvent les acteurs ne savaient pas si David Chase aimait leurs performances ou non. Michael Imperioli, qui l'a emporté sur plusieurs autres acteurs pour le rôle de Christopher Moltisanti, se souvient :

« Il avait le visage d'un joueur de poker. J'ai donc pensé qu'il n'aimait pas mon jeu mais il continua à me donner des notes et me fit recommencer, ce qui est souvent un mauvais signe. J'ai pensé que je ne l'aurais pas. Il m'a dit "Merci" et je suis parti. Je ne m'attendais pas à en ré-entendre parler. Puis ils m'ont appelé. »

James Gandolfini a été invité à passer une audition pour le rôle de Tony Soprano après que la directrice de casting, Susan Fitzgerald, a vu un petit clip de sa prestation dans le film True Romance (1993). Lorraine Bracco, qui avait précédemment joué le rôle de la femme de mafieux Karen Hill dans Les Affranchis, devait à l'origine jouer le rôle de Carmela Soprano. Elle préféra le rôle du Dr Jennifer Melfi : elle voulait essayer quelque chose de différent et sentait que le rôle de la très instruite Dr Melfi était un plus grand défi pour elle.
Tony Sirico, qui a un passé criminel lié à la Mafia a signé pour jouer Paulie « Walnuts » Gualtieri tant que son personnage n'était pas une « balance ». David Chase invita le musicien "Little Steven" Van Zandt (guitariste du E Street Band de Bruce Springsteen) à auditionner pour un rôle dans sa série après l'avoir vu jouer lors d'une cérémonie du Rock and Roll Hall of Fame en 1997 et trouvé son apparence et sa présence impressionnantes. Van Zandt, qui n'avait aucune expérience d'acteur, a finalement accepté de jouer dans la série à la condition de ne pas soustraire de rôle à un acteur professionnel. Chase créa donc le personnage de Silvio Dante spécialement pour lui,,. La femme de Silvio Dante est jouée par l'épouse de Steven Van Zandt à la ville, Maureen Van Zandt.
La distribution de la première saison de la série est constituée en grande partie d'acteurs méconnus, à quelques exceptions près : Lorraine Bracco (Les Affranchis, nomination pour un Oscar du second rôle féminin), Dominic Chianese (Le Parrain 2, comédien au théâtre) et Nancy Marchand (quatre Emmy Awards du second rôle féminin pour Lou Grant, et une longue carrière théâtrale). Grâce au succès retentissant de la série, plusieurs acteurs ont été reconnus,. Les saisons suivantes ont vu quelques acteurs connus se joindre à la distribution : Joe Pantoliano, Steve Buscemi, Frank Vincent, Peter Bogdanovich, John Heard, Robert Patrick, Peter Riegert, Annabella Sciorra et David Strathairn. Le français Jean-Hugues Anglade fait une apparition dans la saison 4 où il joue un escroc français.

### Tournage

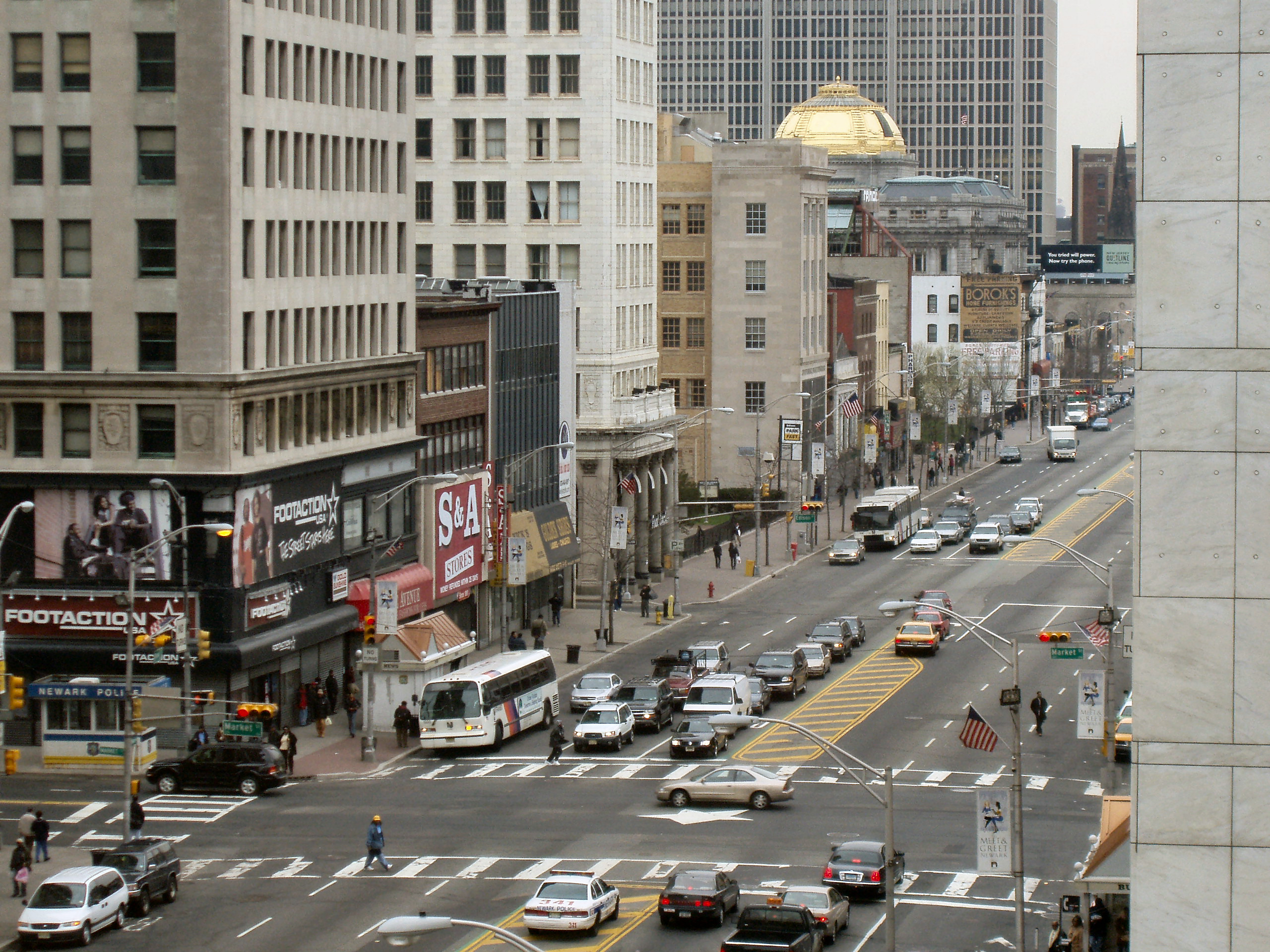
Newark, lieu de tournage de nombreuses scènes de la série.

La plupart des scènes extérieures ont été tournées sur place dans le New Jersey et la majorité des scènes d'intérieur — ce qui inclut la plupart des scènes dans la résidence des Soprano, la salle arrière du club de strip tease Bada Bing et le bureau de psychiatre du Dr Melfi — filmées aux studios Silvercup à Long Island, Queens, New York.
Le magasin de viande de porc, un lieu fréquemment visité par les mafieux de la série, était dans le pilote connu sous le nom de Centanni's Meat Market ; il s'agit d'une boucherie de Elizabeth (New Jersey). Le magasin de viande était censé être un lieu récurrent mais, parce que c'était une véritable entreprise, il ne pouvait pas rester fermé pour les tournages. Après que la série fut reprise par HBO, les producteurs ont loué un bâtiment avec une façade sur Kearny (New Jersey). Pour le reste de la durée de production, il fut donc utilisé pour le tournage à l'extérieur et à l'intérieur du magasin, rebaptisé Satriale's. Après la fin de la série, le bâtiment fut démoli. Le Bada Bing, un club de strip tease tenu par Silvio Dante dans la série, est en réalité un « go go bar » sur la route 17 à Lodi (New Jersey). Les extérieurs et les intérieurs (sauf pour l'arrière salle) ont été tournés sur place. Le club s'appelle Satin Dolls, il existe réellement. Un accord a été signé avec le propriétaire. Le manager des tournages Mark Kamine rappelle que le propriétaire fut « très aimable » tant que le tournage « n'entrait pas en conflit avec le business ». Toutes les scènes extérieures et quelques scènes intérieures de la résidence des Soprano furent tournées sur place, dans une résidence privée à North Caldwell (New Jersey).

### Musique
Les Soprano se distingue par sa sélection éclectique de musique et a bénéficié d'une attention critique pour son utilisation efficace de chansons précédemment enregistrées,,,. Le créateur de la série David Chase a personnellement sélectionné toutes les musiques avec le producteur Martin Bruestle et la responsable de la musique Kathryn Dayak, consultant aussi parfois Steven Van Zandt. La musique est en général sélectionnée une fois la production et le montage de l'épisode terminés, mais à l'occasion, les séquences ont été filmées pour correspondre aux titres pré-sélectionnés.
La sélection musicale varie entre toutes sortes de styles : de la pop (Britney Spears, The Bangles) au rock britannique des années 1960 (The Kinks, The Rolling Stones), Deep Purple en passant par le jazz classique, la soul (Ella Fitzgerald, Ben E. King) et le hip-hop, souvent en l'espace d'un seul épisode.
La musique du générique est Woke Up This Morning (Chosen One Mix), interprétée par le groupe britannique Alabama 3 (en). Différentes chansons ont été choisies pour le générique clôturant chaque épisode. Plusieurs chansons sont répétées tout au long de l'épisode, tel que Living on a Thin Line par les Kinks dans l'épisode de la saison trois Université et Glad Tidings par Van Morrison dans l'épisode final de la saison cinq Respect. D'autres chansons peuvent être entendues plusieurs fois au cours de la série, comme Con te partirò, interprété par le chanteur italien Andrea Bocelli, qui a servi comme une sorte de theme song pour le personnage de Carmela Soprano.
Un aspect notable de la série est l'utilisation rare, souvent minimaliste de la "musique-accessoire". Alors que la plupart des séries télévisées utilisent des extraits musicaux pour accentuer des moments dramatiques ou de tension, Les Soprano n'utilise que très rarement (principalement dans la première saison), sinon jamais, cette technique. Les scènes les plus brutales par exemple ne sont bien souvent accompagnées d'aucune musique de fond.
Deux albums extraits de la bande originale de la série ont été édités. Le premier, intitulé The Sopranos: Music from the HBO Original Series est sorti sous Sony Music Entertainment le 4 décembre 1999. Il contient une sélection de chansons des deux premières saisons de la série et a atteint la 54e place du Billboard 200 américain. Une seconde compilation est sortie sous le nom de The Sopranos: Peppers & Eggs: Music from the HBO Original Series le 8 mai 2001, aussi par Sony.

### Générique d'ouverture
Le générique d'ouverture montre Tony Soprano sortant du Lincoln Tunnel puis entrant dans le New Jersey Turnpike. De nombreux repères dans et autour de Newark (New Jersey) sont également visibles.La séquence finit sur Tony entrant dans l'allée de sa maison de banlieue. David Chase a déclaré que le but de cette petite séquence était de montrer que cette série particulière sur la Mafia se déroulait dans le New Jersey, à l'opposé de New York, où la plupart des séries dramatiques comme celle-ci sont tournées.
Durant les trois premières saisons, entre le moment où Tony sort du tunnel et celui où il entre sur le New Jersey Turnpike, les tours du World Trade Center apparaissent brièvement dans son rétroviseur; ce plan fut retiré du générique, au début de la quatrième saison, après les attentats du 11 septembre 2001.
Ce générique fut parodié par la série d'animation Les Simpson, dans l'épisode Flic de choc. La séquence où Gros Tony monte dans la Chrysler Voyager avec sa bande mafieuse est une référence à une séquence du début de la série américaine : Tony Soprano, interprété par James Gandolfini, conduit la camionnette et roule à travers les rues de New York.

### Fiche technique
- Titre original : The Sopranos
- Titre français : Les Soprano
- Création : David Chase
- Réalisation : Timothy Van Patten, John Patterson, Allen Coulter et Alan Taylor
- Scénario : David Chase, Terence Winter et Matthew Weiner
- Direction artistique : Scott P. Murphy, Henry Dunn, James David Goldmark, Harry Darrow et Tom Warren
- Décors : Bob Shaw et Dean Taucher
- Costumes : Juliet Polcsa et Kim Marie Druce
- Photographie : Phil Abraham et Alik Sakharov
- Montage : Sidney Wolinsky, William B. Stich, Conrad M. Gonzalez, Lynne Whitlock, Michael Ruscio et Tammis Chandler
- Musique : Will Edwards
- Casting : Sheila Jaffe et Georgianne Walken
- Production :
- Sociétés de production : HBO et Brillstein Entertainment Partners
- Sociétés de distribution (télévision) :
  -  États-Unis : HBO
  -  Canada : The Movie Network, Super Écran
  -  Royaume-Uni : E4
  -  France : Jimmy
- Pays d'origine :  États-Unis
- Langue originale : Anglais
- Format : couleur — 35 mm — 1,78:1 — son Dolby Digital
- Genre : Série dramatique
- Durée : de 45 et 60 minutes
- Version française réalisée par[64] :
  - Société de doublage : SOFI
  - Direction artistique : Érik Colin et Blanche Ravalec
  - Adaptation des dialogues : Pierre Pauffin et Jérémy Etchegoyen

## Diffusion internationale
Sauf indication contraire, les informations mentionnées dans cette section peuvent être confirmées par la base de données cinématographiques IMDb,  présente dans la section « Liens externes ».
| Pays                 | Date de première diffusion         | Titre        | Chaîne                                    |
| -------------------- | ---------------------------------- | ------------ | ----------------------------------------- |
| États-Unis           | 10 janvier 1999                    | The Sopranos | HBO A&E Television Networks               |
| Royaume-Uni          | 15 juillet 1999                    | The Sopranos | E4 Channel 4 Television Corporation More4 |
| France               | 5 septembre 1999                   | Les Soprano  | Canal Jimmy France 2 France 4 OCS         |
| Canada (en français) | 17 septembre 2000 8 septembre 2006 | Les Sopranos | Séries+ TQS                               |
| Canada (en anglais)  | NC                                 | The Sopranos | CTV                                       |

## Épisodes

### Première saison
La série commence lorsque Tony Soprano s'effondre après une crise de panique. Ceci l'oblige alors à commencer une thérapie avec le docteur Jennifer Melfi. Peu à peu, l'histoire révèle les détails de l'éducation de Tony, avec l'influence majeure de son père sur son destin de gangster, mais plus encore sur le fait que sa mère était manipulatrice et peut-être psychotique ; sa relation compliquée avec sa femme Carmela, ainsi que les sentiments de cette dernière à propos des liens entre son mari et la cosa nostra ; la vie de ses enfants, Meadow et A.J., connaissant tous deux les affaires criminelles de leur père ; les accusations du FBI à la suite du témoignage d'un des membres de l'organisation criminelle ; et son propre oncle, qui planifie sa mort. L'Oncle Junior de Tony est nommé parrain de la famille (après la mort du parrain précédent, Jackie Aprile, victime d'un cancer), alors qu'en réalité Tony contrôle la plupart des affaires en coulisses. Furieux d'être la cible du plan de Junior qui a pour but de le tuer, Tony répond par de violentes représailles et affronte sa mère pour son rôle dans ce plan. Elle a une pseudo crise cardiaque due à un choc psychologique et Junior est arrêté par le FBI.

### Deuxième saison
Au début de la seconde saison, le frère de Jackie, Richie Aprile, est libéré de prison. Il se révèle incontrôlable en affaires et commence une relation avec la sœur de Tony, Janice, revenue de Seattle. L'ami de Tony, "Big Pussy", revient au New Jersey après s'être absenté et Tony réalise qu'il est un informateur du FBI. Tony, Silvio Dante et Paulie Gualtieri tuent Big Pussy sur un bateau puis l'enchaînent et le jettent à l'eau.
Christopher Moltisanti se fiance avec sa petite amie Adriana La Cerva. Matthew Bevilaqua et Sean Gismonte, deux soldats de base, sont mécontents de leur manque de succès dans l'équipe Soprano et tentent de se faire un nom en tentant de tuer Christopher. Leur plan échoue : Christopher survit à l'attaque (même s'il est gravement blessé) et tue Sean en se défendant ; Tony et Big Pussy abattent Matthew peu de temps après.
Junior est placé en résidence surveillée en attendant son procès. Richie, frustré de l'autorité de Tony, traite avec Junior pour assassiner ce dernier. Junior feint d'être intéressé, puis informe Tony des intentions de Richie, le laissant avec un autre problème à régler. Cependant, la situation est réglée de manière inattendue lorsque Janice tue Richie lors d'une violente dispute ; Tony, Christopher et Furio Giunta effacent les preuves et Janice retourne à Seattle.

### Troisième saison
La troisième saison voit le retour de Ralph Cifaretto après une longue absence en Floride. Il commence à sortir avec Rosalie Aprile, veuve du boss précédent, Jackie Aprile, Sr. Malgré une animosité personnelle et une méfiance à propos de son comportement destructeur (Ralph a tué une stripteaseuse au Bada Bing, ce qui a incité Tony à l'attaquer, violant le code de conduite de la Mafia envers les autres affranchis), Tony le promeut caporegime en raison de son succès professionnel. Meadow, étudiant à présent à l'université Columbia, commence à sortir avec Noah Tannenbaum, qui est à moitié juif et à moitié afro-américain ; celui-ci devient la cible des propos racistes de Tony. Noah décide finalement d'arrêter leur relation.
Jackie Aprile, Jr. commence alors à sortir avec Meadow, puis devient de plus en plus irresponsable, tombe dans la drogue et dans le crime. Tony tente dans un premier temps de pardonner ce comportement erratique, qu'il considère comme une passade de jeunesse, et essaie d'éviter que cela n'aille plus loin en ayant une conversation franche et directe avec lui. En dépit du conseil - et de l'avertissement - de Tony, Jackie dépasse la limite en organisant une tentative de vol avortée lors d'une partie de cartes de Ralph. Tony décide de laisser à Ralph la décision à propos de la punition de Jackie Jr. Malgré son rôle de père de substitution, Ralph décide en fin de compte de faire assassiner Jackie Jr.
Livia meurt d'une crise cardiaque. Tony se trouve une nouvelle maîtresse en la personne de Gloria Trillo, elle aussi patiente du Dr Melfi. Leur relation est brève et tumultueuse. On diagnostique à Junior un cancer de l'estomac et il suit une chimiothérapie. A.J. continue d'avoir des problèmes à l'école, en dépit de son succès dans l'équipe de football américain. Il est par la suite renvoyé.

### Quatrième saison
Dans la quatrième saison, l'underboss de New York, Johnny Sack, devient enragé après avoir appris que Ralph a fait une blague inappropriée sur sa femme. Il demande la permission de le tuer en représailles, mais il essuie un refus et la situation entre les deux hommes se détend. Tony tue par la suite Ralph dans un accès de rage parce qu'il pense que Ralph a tué leur cheval de course Pie-O-My dans l'incendie de son écurie.
Après la mort de la femme de Bobby Baccalieri, Janice entretient une relation amoureuse avec celui-ci. La dépendance à l'héroïne de Christopher empire, ce qui incite ses associés et ses proches à organiser une intervention amicale et le faire entrer dans un centre de désintoxication. Adriana se lie d'amitié avec une femme qui est en réalité un agent du FBI ; lorsque Adriana met fin soudainement à leur relation, elle est contrainte de devenir une informatrice du FBI. Junior fait face à son procès sous la loi RICO et est finalement libéré.
Carmela, dont la relation avec Tony est tendue en raison d'ennuis financiers et les infidélités de Tony, développe une attirance mutuelle avec Furio Giunta. Craignant les conséquences d'une telle situation, Furio retourne en Italie, laissant Carmela inconsolable. Après que l'ancienne maîtresse de Tony appelle chez eux et, sous l'emprise de l'alcool, dévoile les détails de leur relation, Carmela met Tony à la porte. Tony est approché par Johny Sack qui lui propose de tuer Carmine Luppertazzi, mais Tony refuse.

### Cinquième saison
Dans la cinquième saison, le cousin de Tony, Tony Blundetto, est libéré de prison en même temps que d'autres personnalités de la pègre. Carmine meurt subitement et l'absence de désignation d'un successeur entraîne une lutte de pouvoir à New York. Bien qu'il ait initialement décidé de rester à l'écart du crime organisé, Blundetto est poussé par le besoin d'argent à s'impliquer dans le conflit, contre les ordres de Tony qui avait demandé aux membres de sa famille de rester à l'écart. Quand Blundetto tue le frère de Phil Leotardo, Johnny exige que Tony le lui livre. En refusant, Tony provoque la colère de la famille de New York. Finalement, il décide de tuer Blundetto lui-même pour lui épargner les tortures que lui aurait fait subir Leotardo pour se venger.
Tony et Carmela restent séparés. Tony s'installe dans l'ancienne maison de ses parents avec son ami d'enfance Artie Bucco, que sa femme a également quitté. Carmela, à présent la seule autorité pour A.J. à la maison, ne supporte plus ses récriminations incessantes envers les règles de conduite qu'elle impose, et finit par l'autoriser à vivre avec son père. Elle a une brève liaison avec Robert Weigler, le conseiller d'orientation d'A.J., qui la quitte brutalement lorsqu'il suspecte qu'elle le manipule afin d'améliorer les notes de son fils. Tony et Carmela se réconcilient ; Tony promet d'être fidèle et s'engage à financer le projet immobilier de Carmela.
Adriana continue à informer le FBI. Après l'avoir impliquée dans un meurtre survenu à son nightclub, les agents fédéraux lui fixent un ultimatum : elle doit faire coopérer Christopher, sinon elle ira en prison. Elle confesse son secret à Christopher ; dans un premier temps furieux, il devient ensuite plus réceptif à l'idée d'intégrer le programme de protection des témoins. Cependant, il change une fois de plus d'avis et raconte tout à Tony. Celui-ci, comprenant Christopher, ordonne à Silvio de tuer Adriana. Tony approche Johnny Sack afin de mettre fin à la guerre entre leurs deux familles et se reconcentrer sur les affaires. Johnny Sack est arrêté par le FBI à leur rendez-vous. Mais Tony Soprano parvient à s'échapper.

### Sixième saison
Au début de la sixième saison, Oncle Junior, devenu sénile et confus, tire sur Tony. Dans le coma, Tony rêve qu'il est un vendeur en voyage d'affaires qui a échangé par erreur son attaché case et son identité avec un homme nommé Kevin Finnerty. Rétabli, Tony change de vision sur la vie et essaye de changer de voie. Cependant, il doit faire face à de nombreux problèmes. Lorsqu'il apprend que Vito Spatafore est homosexuel, Phil Leotardo, parrain temporaire de la famille de New York pendant l'emprisonnement de Johnny Sack, exige que Tony s'occupe du problème. Tony n'agit pas et Phil tue Spatafore. La famille de Tony réplique avec un nouveau meurtre et, une fois de plus, il semble que les deux familles soient au bord d'une guerre ouverte.
Dans la deuxième partie de la saison, Tony considère la mort de plusieurs de ses associés comme des incidents relativement mineurs. Christopher, incapable de quitter la pègre, retombe dans la toxicomanie et tue son ancien parrain des Narcotiques anonymes. Il est ensuite grièvement blessé dans un accident de voiture en conduisant sous l'influence des narcotiques. Tony, le seul passager, est indemne et étouffe ensuite Christopher. A.J. est quitté par sa fiancée et tombe dans une dépression dont le point culminant est une tentative de suicide ratée dans la piscine familiale. Dr Melfi est convaincue par ses amis que Tony ne fait pas de progrès et peut même se servir de la thérapie pour son propre bénéfice de sociopathe. Elle met fin à la thérapie de Tony Soprano.
Johnny Sack meurt d'un cancer du poumon en prison et Leotardo consolide sa position dans la famille Lupertazzi. En souvenir de leur ancienne inimitié, Leotardo ne fait aucun compromis avec Tony sur une affaire de ramassage d'ordures. Quand Tony agresse un soldat de la famille Lupertazzi qui a manqué de respect à Meadow, Phil obtient son occasion de se venger. Il ordonne l'exécution de Bobby Baccalieri, qui est tué par balles, de Silvio Dante, qui tombe dans le coma, et de Tony, qui se cache alors. Un pacte est conclu lorsque les autres membres de la famille Lupertazzi acceptent d'ignorer l'ordre de tuer Tony et lui donnent l'occasion de s'occuper de Phil. Un agent du FBI informe Tony de la localisation approximative de Phil, lequel le fait alors exécuter.
Avec la mort de Phil, la menace de New York a disparu. Tony, Carmela, Meadow et A.J. ont rendez-vous pour dîner. Alors que Tony et Carmela sont installés, un homme suspect entre au bar en même temps qu'Anthony. De son côté Meadow a de la peine à se garer devant le restaurant. Meadow finit par arriver. L'homme suspect, qu'on a vu accoudé au bar regardant en direction des Soprano, se rend aux toilettes, au moment où deux jeunes noirs font irruption dans le restaurant. Ce dernier élément est annonciateur de danger pour deux raisons : les assassinats ont souvent lieu à deux et les Noirs sont souvent payés dans la série pour réaliser des assassinats sans qu'une famille puisse être inquiétée. Gros plan sur Tony Soprano mangeant et souriant… La scène s'arrête subitement par un écran noir de dix secondes suivi du générique de fin qui se déroule en silence.

## Univers de la série

### Les personnages

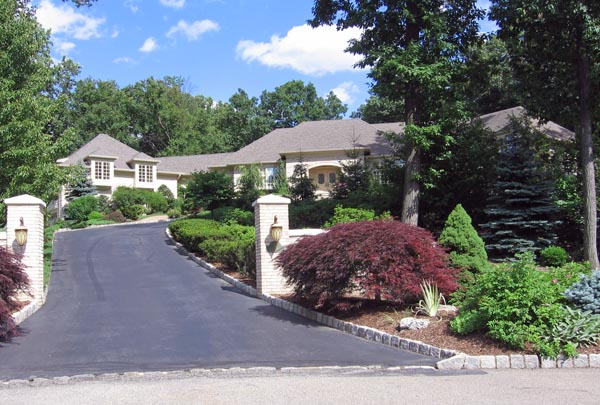
La maison Soprano

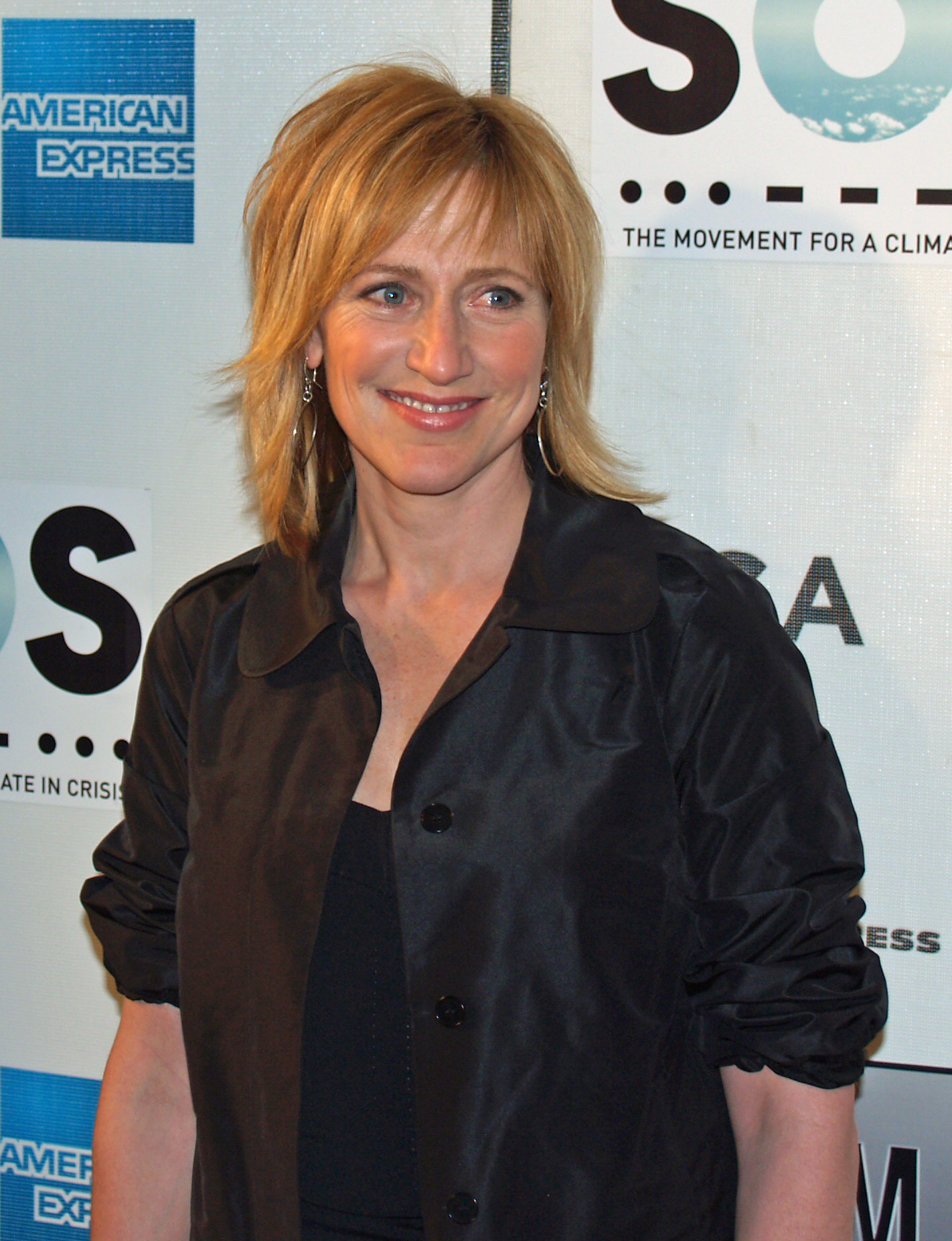
Edie Falco (Carmela Soprano).

Anthony « Tony » Soprano (James Gandolfini) est le caporegime/boss (dans les faits) sanguin et féroce de la famille criminelle DiMeo et patriarche de la famille Soprano. Tony commence à souffrir de dépression et d'attaques de panique après de nombreuses années de stress qu'engendre son « business », d'émotions réprimées et une enfance difficile. Il décide de suivre le traitement que lui préconise le Dr Jennifer Melfi (Lorraine Bracco). En plus de cette vie compliquée, il doit faire face aux difficultés qu'il rencontre avec sa femme Carmela Soprano (Edie Falco) et leurs deux enfants, Meadow (Jamie-Lynn Sigler) et Anthony Junior « A.J. » (Robert Iler).
La distribution inclut des membres de la famille de Tony tels que sa mère Livia (Nancy Marchand), sa sœur Janice (Aida Turturro), son oncle Corrado « Junior » Soprano (Dominic Chianese), qui est techniquement le boss (bien que, finalement, semi-retraité jusqu'à ce qu'il soit complètement à l'écart des affaires à cause de ses problèmes de santé) de la famille, son cousin Tony Blundetto (Steve Buscemi) et son « neveu » (en réalité cousin par alliance) Christopher Moltisanti (Michael Imperioli). Livia et Janice sont toutes deux d'habiles manipulatrices qui ont des problèmes émotionnels propres. L'oncle de Tony, appelé « Oncle Junior », est impliqué dans l'organisation criminelle ; cela rejaillit sur ses liens familiaux à cause de ses ambitions criminelles. Son cousin Tony et son neveu Christopher sont également impliqués dans son « autre » famille et leurs actions sont une autre source de conflit. Christopher doit lutter contre la toxicomanie et l'alcoolisme et veut se faire respecter, alors que Tony Blundetto espère rester honnête mais s'écarte définitivement du droit chemin.
Les plus proches collaborateurs de Tony au sein de la famille criminelle DiMeo sont Silvio Dante (Steven Van Zandt), Paul « Paulie Walnuts » Gualtieri (Tony Sirico) et Salvatore « Big Pussy » Bonpensiero (Vincent Pastore). Silvio est le consigliere et le meilleur ami de Tony. Paulie et Big Pussy sont des soldats de longue date et des alliés proches qui ont travaillé pour le père de Tony ; Paulie devient bientôt capo et est promu par la suite capo bastone (ou underboss). Patsy Parisi (Dan Grimaldi) et Furio Giunta (Federico Castelluccio) font aussi partie de l'organisation criminelle de Tony. Patsy est un soldat calme qui s'occupe des chiffres. Furio est un homme de main venu d'Italie, réputé et craint pour ses méthodes expéditives.

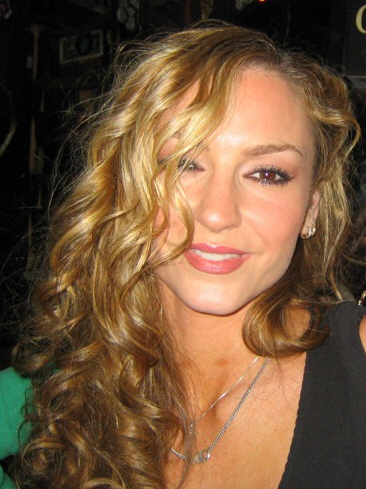
Drea de Matteo (Adriana La Cerva).

D'autres personnages significatifs de la famille DiMeo incluent Bobby « Bacala » Baccalieri (Steven R. Schirripa), Richie Aprile (David Proval), Ralph Cifaretto (Joe Pantoliano), Eugene Pontecorvo (Robert Funaro) et Vito Spatafore (Joseph R. Gannascoli). Bobby est un subordonné de Junior avec lequel Tony est dur avant que celui-ci l'accepte dans son équipe. Cifaretto est intelligent, ambitieux et l'un des membres de la famille qui rapporte le plus d'argent mais son arrogance et sa tendance à être odieux, irrévérencieux et très violent agacent Tony. Richie Aprile est libéré de prison dans la saison 2 et fait rapidement parler de lui dans l'organisation. Pontecorvo est un jeune soldat qui devient un caïd en même temps que Christopher. Spatafore grimpe les échelons pour devenir celui qui rapporte le plus d'argent de l'équipe Aprile et a un secret dans sa vie privée.
Les amis de la famille Soprano sont Herman « Hesh » Rabkin (Jerry Adler), Adriana La Cerva (Drea de Matteo), Rosalie Aprile (Sharon Angela), Angie Bonpensiero (Toni Kalem), ainsi que Artie (John Ventimiglia) et Charmaine Bucco (Kathrine Narducci). Hesh est un mafieux juif, conseiller et ami de Tony, qui avait ce rôle avec le père de ce dernier. Adriana est la petite amie de Christopher ; les deux ont une relation tumultueuse. Rosalie est la veuve du précédent parrain de la famille DiMeo et une amie proche de Carmela. Angie est la femme de Salvatore Bonpiensiero qui entre par la suite dans le milieu pour son propre compte. Artie et Charmaine sont des amis d'école des Soprano et les propriétaires du restaurant populaire le Vesuvio. Charmaine souhaite ne pas avoir de liens avec Tony et son équipe à cause de ses activités criminelles et doit souvent insister auprès d'Artie parce que celui-ci - un homme honnête et travailleur - est aspiré par le mode de vie de Tony.
John « Johnny Sack » Sacramoni (Vince Curatola), Phil Leotardo (Frank Vincent) et « Little » Carmine Lupertazzi (Ray Abruzzo) sont tous des personnages importants faisant partie de la famille criminelle Lupertazzi basée à New York, qui partage un bon nombre de ses activités avec la famille DiMeo. Bien que les intérêts des Lupertazzi et des DiMeo soient parfois opposés, Tony Soprano maintient une relation commerciale amicale avec Johnny Sack, préférant permettre aux deux familles de profiter d'occasions qui se présentent. Plus tard dans la série, l'ex-underboss Phil Leotardo, qui accède au pouvoir dans cette famille, se montre moins cordial et plus difficile en affaire. Little Carmine est le fils du premier boss de la famille et rivalise avec les autres pour le pouvoir.

### Thèmes et caractéristiques
La série est réputée pour le style d'écriture très symbolique et aux multiples facettes de David Chase, et a été l'objet d'analyses fébriles. Chase et ses coscénaristes ont ainsi abordé un grand nombre de thèmes psychologiques, philosophiques, sociaux et politiques tout au long de la série.

#### Les rêves
Un aspect distinctif des Soprano sont les séquences de rêve. Le créateur de la série David Chase, qui a écrit la plupart des scènes de rêves, a déclaré « Nous avons utilisé ces rêves pour approfondir la narration. Par exemple, Le Palais du rire aurait pu être une histoire dans laquelle Tony obtient des informations sur le fait que Pussy est le rat et le traque en retour. Nous faisons alors un procédé déshumanisant jusqu'à ce nous ayons la preuve en main. Mais je ne pouvais tout simplement pas passer par là. Je ne peux pas supporter ça. Alors nous avons décidé qu'il serait plus intéressant qu'à un certain niveau Tony le sache, qu'il sache que son ami l'a trahi et que, combiné à une indigestion de mauvais poulet, ça le rende malade. Son subconscient prend alors le dessus et lui donne l'information. » Ce rêve montre Tony parlant avec Big Pussy en poisson et réalisant que c'est un informateur du FBI. Pussy (le poisson) y dit à Tony « Tu savais. Tu es passé devant moi pour la promotion. » Un autre rêve célèbre se déroule dans Rêve et réalité et dure plus de vingt minutes.
La saison six contient le plus long "rêve" en continu dans lequel Tony est un homme ordinaire échangeant par erreur son identité avec un homme nommé Kevin Finnerty. Dans ce rêve, Tony est coincé à Costa Mesa, en Californie, une ville où il est allé pour les affaires, et à cause d'une erreur d'identité, il ne peut plus rentrer. Finnerty est dépeint comme un vendeur conservateur et respectueux de la loi. Durant cette séquence, il a une rencontre mémorable avec des moines bouddhistes dans un monastère proche.

#### Des mafieux ignorants et incultes
Les mafieux de la série sont dépeints comme durs, malins et ayant appris sur le tas mais manquant sérieusement d'éducation et d'une connaissance réelle d'eux-mêmes et du monde qui les entoure. Les lacunes de l'éducation et de la linguistique des mafieux, en particulier celles de Paulie Gualtieri et de Christopher Moltisanti, sont souvent une source d'humour.
L'incompétence des gangsters apparaît en fait dans tous les épisodes de la série. Par exemple :
- l'épisode L'Enfer blanc, dédié en majorité aux échecs de Paulie et de Chris alors qu'ils essayent de survivre un jour et une nuit dans une forêt enneigée après une exécution ratée. Plus tôt dans ce même épisode, Christopher montre son ignorance de l'histoire lorsqu'il exprime son incrédulité sur la réalité de la crise des missiles de Cuba : « C'était vrai ? J'ai vu ce film. Je pensais que c'était des conneries[80]. »;
- Bobby Baccalieri attire la colère de Tony alors qu'ils discutent d'événements mondiaux et de prophéties bibliques en disant par erreur que « Quasimodo a prédit tout ça. » Tony le corrige alors en lui disant qu'il avait surement voulu dire Nostradamus et que Quasimodo était le « bossu de Notre Dame» (hunchback en anglais). Baccalieri continue la conversation en mentionnant le terrain de l'équipe de football Notre Dame Fighting Irish, pensant à présent que hunchback est synonyme de half back (qui signifie "défenseur" en anglais)[81]. Dans la version française, cette partie de la conversation est traduite par une analogie entre "Barbe Bleue" et le "Barbu de Séville", Baccalieri s'étonnant de la ressemblance entre les noms de ces "grands personnages historiques";
- bien que plus intelligent que ses associés, Tony commet souvent des erreurs et répète de travers des choses que le Dr Jennifer Melfi lui a dit. Par exemple quand elle lui parle d' « amour fou » il comprend « our mofo » (juron américain qui est une abréviation de « motherfucker »)[82] ou encore comprend « Capitaine Tibe » lorsque le Dr Melfi lui parle du « Cap d'Antibes. »;
- les erreurs de langue du personnage récurrent "Little Carmine" Luppertazzi, en particulier dans l'usage des expressions, sont utilisées par les scénaristes pour faire rire les spectateurs[79]. Il se trompe souvent dans les métaphores, disant par exemple à Tony : « Tu es au précipice d'un énorme carrefour »[83].

À l'inverse, quelques mafieux sont dépeints comme intelligents et sachant bien parler, bien qu'ils soient l'exception qui confirme la règle. Par exemple Johnny Sack, Ralph Cifaretto et Tony Blundetto sont tous très intelligents (Blundetto aurait un QI de 158) et ne font pratiquement pas d'erreurs.

##### Les Affranchis

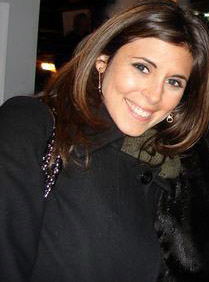
Jamie-Lynn Sigler alias Meadow Soprano

##### Le Parrain

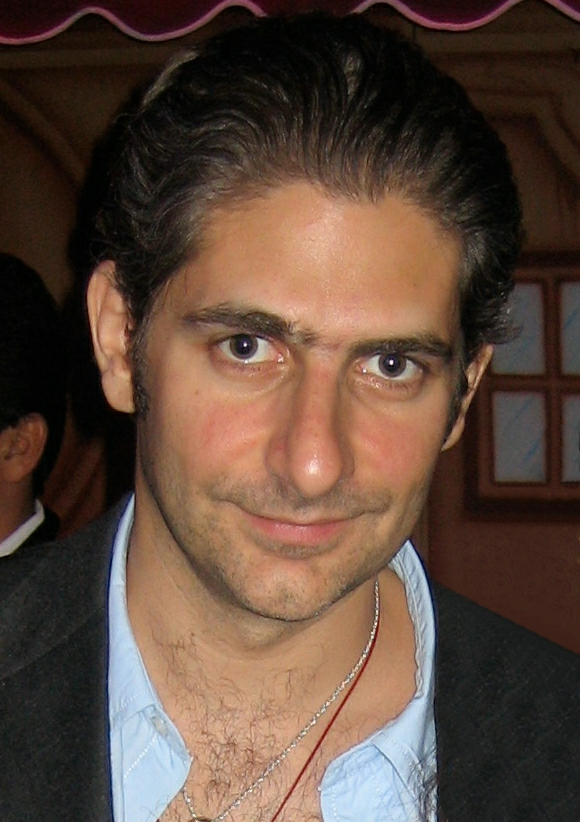
Michael Imperioli alias Christopher Moltisanti, neveu de Tony Soprano